# Jüdisches Viertel von Jerusalem

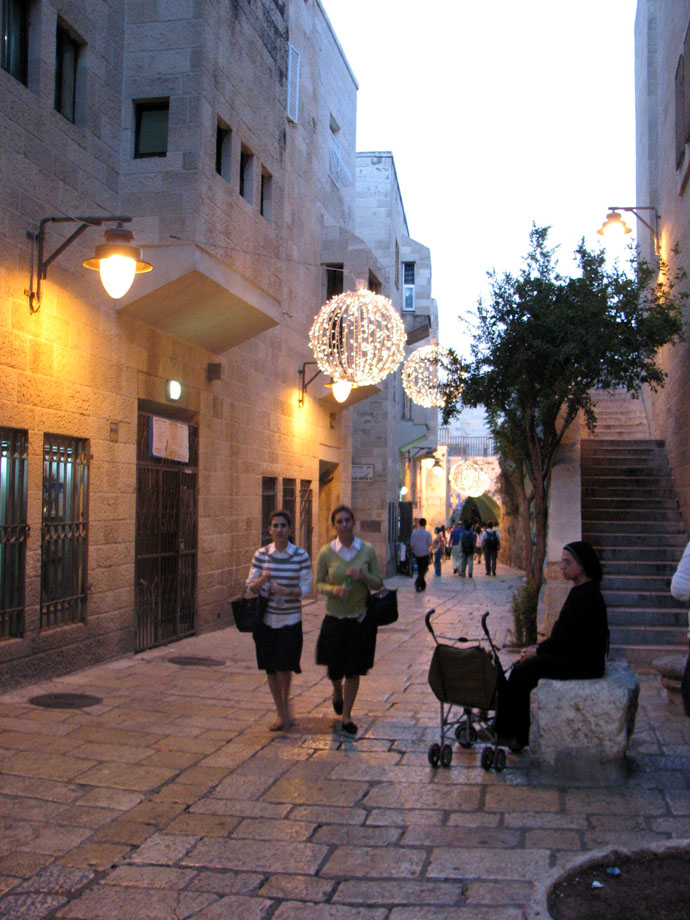
Tiferet-Jisraʾel-Straße

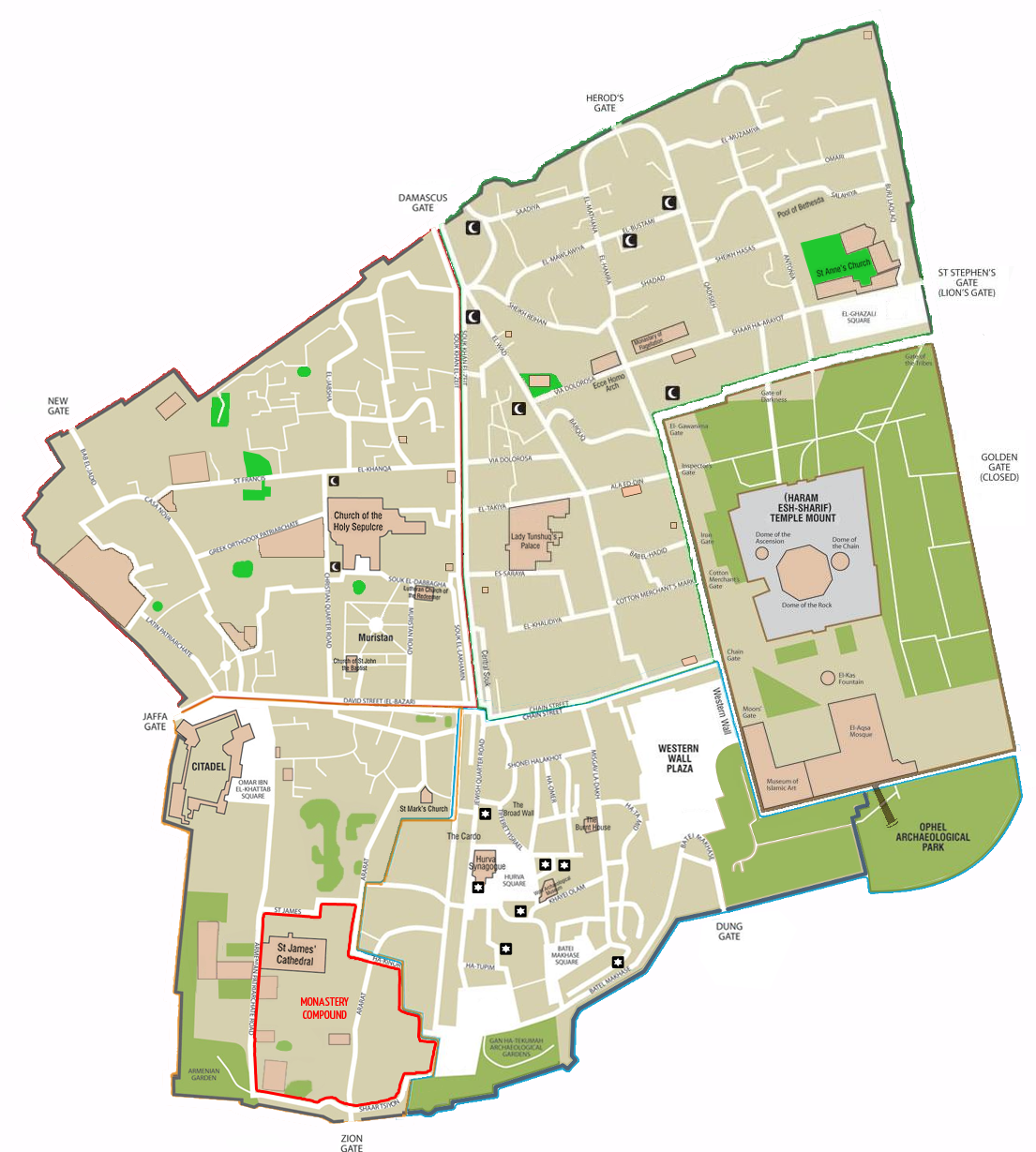
Altstadt von Jerusalem heute, im Südosten des Jüdischen Viertels (hellblau umgrenzt)

Das Jüdische Viertel (hebräisch הַרֹבַע הַיְהוּדִי haRovaʿ haJehudi, arabisch حارة اليهود, DMG Ḥārat al-Yahūd) von Jerusalem ist eines der vier traditionellen Viertel im Südosten der Jerusalemer Altstadt. Es liegt in Ostjerusalem und umfasst 133 Dunam (= 133 000 m²). Das heutige Areal wurde von der israelischen Regierung nach der Einnahme der Altstadt im Sechstagekrieg geschaffen; sie bezog sich dabei auf das (kleinere) jüdische Viertel, wie es vor dem Palästinakrieg 1948 bestanden hatte. Dieser Krieg und die nachfolgende jordanische Verwaltung hatten schwere Schäden an der Bausubstanz des Viertels verursacht, so dass ein mehr als 15 Jahre dauernder, umfassender Wiederaufbau des Viertels erforderlich war. Bei dieser Gelegenheit fanden umfangreiche archäologische Grabungen statt, deren Ergebnisse teils als archäologische Zonen im Stadtbild sichtbar sind, teils in Museen unter den Neubauten präsentiert werden. Der Neubau des Viertels erfolgte mit Integration älterer Bausubstanz einheitlich in einem neo-orientalistischen Stil. Seit den 1990er Jahren gehört das Jüdische Viertel zu den Jerusalemer Stadtteilen mit mehrheitlich ultra-orthodoxer Bevölkerung. In der Nähe der Westmauer (haKotel haMaaravi) haben sich zahlreiche Talmudhochschulen angesiedelt, deren Studenten im Viertel wohnen.

## Geografie
Da das Jüdische Viertel innerhalb der historischen Altstadtmauer liegt, erfolgt der Zugang durch die Tore dieses Mauerrings. Zwei Tore in der Südmauer sind der direkte Weg ins Viertel:
- Dungtor: Zugang zur Western Wall Plaza vor der Klagemauer, 1985 für die Durchfahrt von Bussen erweitert.
- Zionstor: Über die Straße des Armenischen Patriarchats sind die zwei Parkplätze des Jüdischen Viertels zugänglich; sie ist darüber hinaus für Einsatzfahrzeuge und Warenlieferungen von großer Bedeutung.[2]

Darüber hinaus haben das Jaffator im Westen und das Damaskustor im Norden für die Bewohner der Jerusalemer Neustadt Bedeutung, weil man von dort aus auf den Hauptachsen der Altstadt zu Fuß zum Jüdischen Viertel kommt. Das gilt besonders für die Talstraße (Tariq Al Wad / Rechov haGai), der kürzeste Weg von den Stadtteilen der Charedim im Nordwesten (z. B. Meʾa Scheʿarim) zur Klagemauer.

## Geschichte bis 1967

### Antike jüdische Metropole
Auf dem Areal des Jüdischen Viertels befand sich die Neustadt (haMischne) des eisenzeitlichen Jerusalem, die zur Zeit des Königs Hiskija als Wohnbereich erschlossen und mit einer Stadtmauer (Bodendenkmal „Breite Mauer“) gesichert wurde. Diese Stadterweiterung gilt als Folge des Untergangs des Nordreichs Israel (722/720 v. Chr.), denn Flüchtlinge aus dem Norden strömten ins Südreich Juda, so dass die Bevölkerung Jerusalems anstieg.
In hellenistischer Zeit und bis zum Jüdischen Krieg war das Areal des heutigen Jüdischen Viertels mit der Oberstadt und der Unterstadt des antiken Jerusalem bebaut. Aus der Literatur sind zahlreiche öffentliche Gebäude bekannt: ein Gymnasion mit Ephebie und Ringschule, der Palast der hasmonäischen Könige, ein Rathaus, ein Theater und ein Hippodrom. Unter Herodes erfolgte die „Transformation zur jüd. Metropole und gleichzeitig zu einer hell.-röm. Königsstadt“; die Tempelplattform wurde auf die heutige Dimension vergrößert und darauf der Tempel mit seinen Höfen und Säulenhallen errichtet. Große Treppen- und Brückenanlagen brachten die Pilger vom Straßenniveau auf die Höhe des Tempelgeländes. Westlich und südlich des Tempels lagen dem archäologischen Befund nach die Villen der Priesteraristokratie, während Gewerbezonen den tiefergelegenen Teil der antiken Stadt prägten.

### Spätantike und byzantinische Stadt
Bei der römischen Einnahme im Jahr 70 n. Chr. wurde Jerusalem vollkommen zerstört, und die Neugründung Aelia Capitolina in der Regierungszeit des Kaisers Hadrian war eine pagane Stadt, deren Betreten für Juden verboten war. Dieses Verbot galt auch für das seit Kaiser Konstantin als christliches Pilgerziel aufgewertete byzantinische Jerusalem.
Das Zentrum der unbefestigten spätantiken Zivilstadt befand sich auf dem Areal, das heute zum Christlichen und Muslimischen Viertel der Altstadt gehört. Der Cardo secundus durchquerte das Areal des heutigen Jüdischen Viertels in Nord-Süd-Richtung; westlich dieser Straße befand sich das Legionslager. In byzantinischer Zeit wurde die Zehnte Legion verlegt und damit eine Ausdehnung der Zivilstadt nach Süden ermöglicht. Diese Neustadt umfasste nun auch das Areal des heutigen Jüdischen Viertels. An dem verlängerten Cardo Maximus wurde die Nea-Maria-Kirche mit Nebengebäuden (Hospiz, Spital, Bibliothek; Bodendenkmal) errichtet, die größer dimensioniert war als die konstantinische Grabeskirche.

### Frühislamische, kreuzfahrerzeitliche und mamelukische Stadt

#### Geschichte der jüdischen Gemeinde Jerusalems
Erst in frühislamischer Zeit konnte sich wieder eine jüdische Gemeinde in Jerusalem etablieren; ab jetzt kann man also von einem „jüdischen Viertel“ in der Stadt sprechen, dessen Lage allerdings im Lauf der Jahrhunderte wechselte:
- Im 11. Jahrhundert lag das Viertel südwestlich des Haram mit einer in den Texten aus der Kairoer Geniza mehrfach bezeugten „Höhlensynagoge“ in der Klagemauer. Diese „Höhle“ erlitt bei einem Erdbeben 1033 schwere Schäden und wurde von der jüdischen Gemeinde instandgesetzt. Sie wird versuchsweise (z. B. von Dan Barag) mit dem Warren-Tor und seiner Eingangshalle identifiziert.[9]

- Das Zionstor wurde vom Chronisten Mudschir ad-Din (1496) als „Tor des Jüdischen Viertels“ bezeichnet, was offenbar auf die Lage dieses ältesten Jüdischen Viertels anspielt. Als die Kreuzfahrer 1099 Jerusalem eroberten, ermordeten sie muslimische und jüdische Einwohner; für die folgende Zeit berichten die Quellen nur noch von einzelnen jüdischen Familien.
- Da der nordöstliche Teil Jerusalems in Quellen der Kreuzfahrerzeit gelegentlich als Judaria oder Juvrie bezeichnet wird, scheint es etwa 1050 bis 1099 auch in diesem Bereich eine jüdische Bevölkerung gegeben zu haben, die bei der Eroberung der Stadt ermordet wurde.[10]
- Als Nachmanides Jerusalem 1267 besuchte, fand er nur zwei jüdische Familien. Er baute eine Ruine zur Haussynagoge um und gründete eine kleine Gemeinde auf dem heutigen Zionsberg. Nachdem die Franziskaner 1333 von den mamelukischen Herrschern das Recht erwirkten, sich hier niederzulassen, musste die jüdische Gemeinde weichen.
- Daraufhin zogen die jüdischen Jerusalemer innerhalb der Stadt um und ließen sich nahe der Klagemauer nieder. Hier entstand das mamelukische Jüdische Viertel – also im Bereich des heutigen jüdischen Altstadtviertels. Ruth Kark und Michal Oren-Nordheim meinen, dass die Lage dieses Viertels die untergeordnete gesellschaftliche Stellung der Bewohner spiegele. Denn die gesellschaftlich dominierenden Gruppen der Muslime und Christen konnten sich die attraktiveren Gebiete der Altstadt als Wohnraum sichern, und die jüdischen Einwohner siedelten sich in dem Teil der Stadt an, der topographisch am niedrigsten lag. Hier verlief der städtische Abwasserkanal, der beim Dungtor die Altstadt verließ.[11]
- Die Gemeinde wuchs durch sefardische Juden, die nach der Vertreibung aus Spanien (1492) hierher kamen. Ihr Zentrum war bis 1586 die Ramban-Synagoge. Diese seit etwa 1400 bezeugte älteste noch vorhandene Jerusalemer Synagoge entstand durch Umbau eines basilikalen Raums (vielleicht der aufgelassenen Kreuzfahrerkirche St. Martin). 1586 erzwang der Gouverneur von Jerusalem, Abu Seifin, ihre Schließung und Profanierung.[12]
- Außerdem gab es seit dem 15. Jahrhundert eine Karäergemeinde in Jerusalem mit dem Zentrum der Anan-ben-David-Synagoge.

#### Sonstige Bauten im (heutigen) Jüdischen Viertel
In frühislamischer Zeit wurde nicht nur das Ruinengelände des im Jahr 70 n. Chr. zerstörten jüdischen Tempels mit islamischen Bauten neu interpretiert. Die Südmauer der Stadt erhielt ihren heutigen Verlauf, und in dem Areal zwischen Südmauer und Cardo secundus wurden vier große Kalifenpaläste erbaut, da Jerusalem in dieser Phase zeitweilig Residenzstadt war.
Christliche Spuren der Kreuzfahrerzeit bietet der Gebäudekomplex St. Maria Alemannorum (Kirche, Hospiz und Spital; Bodendenkmal) und die Markthalle am Cardo maximus. Kleinere Kirchen in diesem Teil der Stadt waren St. Martin und St. Peter ad Vincula.
Aus mamlukischer Zeit stammt das Minarett der Sidna-Umar-Moschee, erbaut 1473.
Das Maghrebinerviertel (Harat al-Maghariba), das sich bis 1967 an der Stelle der Western Wall Plaza befand, war eine 1193 von al-Malik al-Afdal zugunsten muslimischer Pilger und Gelehrter aus Nordafrika gegründete religiöse Stiftung (Waqf). Nachdem die darüber ausgestellte Urkunde verloren war, wurde der Stiftungstext 1595 erneut niedergeschrieben. Das Maghrebinerviertel wurde definiert als das Areal, das im Süden von der Stadtmauer, im Osten von der Mauer des Haram (= Klagemauer), im Norden von den sogenannten Arkaden der Umm al-Banat und im Westen vom Amtssitz des Qadi von Jerusalem und zwei Wohngebäuden umgrenzt war. Die Verwaltung dieses ganzen Areals oblag dem jeweiligen Scheich des Magrebinerviertels.

### Osmanische Stadt
Die osmanischen Behörden folgten im 16. Jahrhundert dem Grundsatz, dass jüdische und christliche Gotteshäuser erhalten werden sollten, wenn sie schon vor der muslimischen Eroberung bestanden hatten, nicht aber, wenn sie erst danach gebaut worden waren. Damit waren die Synagogen in ständiger Gefahr der Schließung, falls sie sich als weniger alt herausstellten, als die jüdische Gemeinde es behauptete. Aus diesem Grunde wurde eine Jerusalemer Synagoge 1588 geschlossen. Als Reaktion darauf richteten jüdische Gemeinden Beträume in Privathäusern ein; aus Jerusalem ist ein Beispiel bekannt, in dem Sultan Murad III. 1581 den Qadi von Jerusalem anwies, Muslime zu bestrafen, die die Beter in solch einer Privatsynagoge bedrohten und belästigten.
Im mamelukischen Jerusalem war das Straßenniveau auf eine Höhe mit der herodianischen Tempelplattform bzw. dem islamischen Haram. Erst zu Beginn der osmanischen Zeit, legendarisch mit Sultan Süleyman I. verbunden, wurde ein Stück der antiken Westmauer freigelegt und als Klagemauer der jüdischen Gemeinde für ihre Rituale zur Verfügung gestellt. Die erste Beschreibung gab ein anonymer jüdischer Autor 1522: „Die Westmauer, die überlebt, ist nicht die ganze Westseite, sondern nur ein Teil von ihr, zwischen 40 und 50 Ellen lang. Eine Hälfte ihrer Höhe ist aus Salomos Zeit, wie die großen alten Steine zeigen.“ Im 16. Jahrhundert wurde der 22 m lange, 3 m breite Korridor vor der Mauer angelegt, der bis zur Freilegung der Western Wall Plaza 1967 für den jüdischen Gottesdienst zur Verfügung stand.
Ende des 17. Jahrhunderts grassierte eine Seuche in Jerusalem, die viele Todesopfer unter der jüdischen Bevölkerung forderte. Der Ansiedlungsversuch einer aschkenasischen Gemeinde 1699 wurde nach zwanzig Jahren abgebrochen. Seit den 1740er Jahren ließen sich wohlhabende sefardische Familien in Jerusalem nieder, deren Gemeindeleben sich um die Vier sefardischen Synagogen entfaltete. Diese kleine Gemeinde des 18. Jahrhunderts war eine Art Tochtergemeinde der jüdischen Gemeinde von Konstantinopel und wurde von dieser verwaltet.
Das schwere Erdbeben des Jahres 1837 zerstörte jüdische Ansiedlungen in Safed und Umgebung. Viele der Überlebenden zogen nach Jerusalem, wodurch die jüdische Bevölkerung der Stadt auf 3000–3200 Personen anwuchs. Ira Sharkansky gibt die Zahl der jüdischen Jerusalemer Ende der 1860er Jahre mit 11.000 an, für 1910 mit 45.000.
Die Bevölkerung der einzelnen Viertel war in osmanischer Zeit nicht religiös homogen, vielmehr wohnten muslimische Familien im Jüdischen Viertel, und im nördlich angrenzenden Muslimischen Viertel lebten  jüdische Familien. Muslimische Stiftungen (Auqaf) waren Eigentümer zahlreicher Häuser im Jüdischen Viertel. Juden erwarben bis ins späte 19. Jahrhundert in Jerusalem selten Grundeigentum, mit Ausnahme der jüdischen Exklaven im Muslimischen Viertel. Als ausländische Staatsangehörige war der Grunderwerb für die aus Osteuropa stammenden Peruschim kaum möglich, und die wenigen privaten jüdischen Hauseigentümer im Jüdischen Viertel waren alteingesessene sefardische Familien. Ein häufiges Arrangement sah so aus, dass die Bebauung um einen Innenhof einer muslimischen Familie gehörte. Im Erdgeschoss bewohnten Mitglieder dieser Familie eine Hausmeisterwohnung. Die Mietwohnungen waren an jüdische Haushalte vergeben, mit denen ein enger sozialer Kontakt bestand, da der Hausmeister an Sabbat und Feiertagen für sie anfallende Arbeiten erledigte.
Ein neues osmanisches Gesetz ermöglichte es 1909 Gemeinschaften, als Eigentümer öffentlicher Gebäude (wie Synagogen) eingetragen zu werden. Vorher gab es für die zahlreichen religiös genutzten Gebäude Jerusalems nur ein Gewohnheitsrecht, bzw. eine fiktive Privatperson fungierte offiziell als Eigentümer.
Die einzelnen Handelsgüter wurden im 19. und frühen 20. Jahrhundert bestimmten Religionsgemeinschaften zugeordnet. Sefardische Juden waren vor allem im Textilgeschäft tätig. Aschkenasische Juden handelten mit Wein und hatten ihr Zentrum im Suq Chan ez-Zeit. Eine Besonderheit Jerusalems war, dass Märkte sich kaum innerhalb der Viertel befanden, sondern an den Straßen, die die Viertel begrenzten und daher eine Kontaktzone der jeweiligen Einwohner und der zahlreichen Pilger und Reisenden bildeten. Für das Jüdische Viertel waren das:
- al-Maidan-Straße als Grenze zum christlichen Viertel;
- Tariq Bab as-Silsila als Grenze zum muslimischen Viertel.

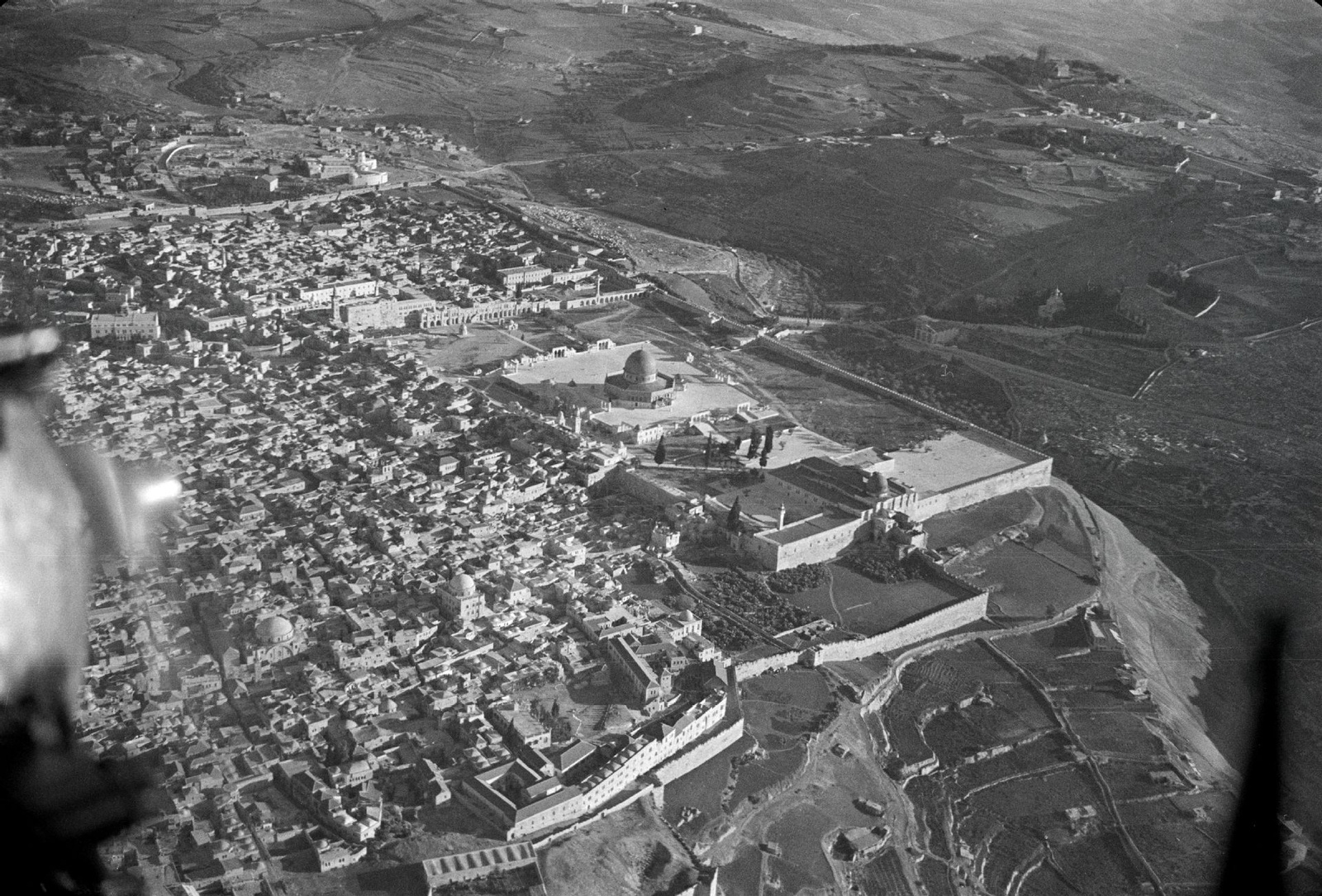
Fliegerbild, im Vordergrund das Jüdische Viertel mit den Kuppeln der beiden aschkenasischen Synagogen, im Hintergrund der Tempelberg (1934)

Ein markanter Unterschied der verschiedenen Viertel war, dass es im Christlichen und im Armenischen Viertel viele Giebeldächer gab, während die Häuser im Muslimischen und im Jüdischen Viertel Kuppeldächer, manche auch Flachdächer hatten. Die Bausubstanz der Jerusalemer Altstadt wird für die Mitte des 19. Jahrhunderts generell als schlecht beschrieben. Die Gebäude waren meist aus Stein (darunter Spolien), gelegentlich aber auch aus Lehmziegeln. Da es meist kein Wohneigentum war, investierten die Bewohner wenig in die Renovierung und gaben einen eingestürzten Raum einfach auf, bzw. wandelten ihn in einen Müllabladeplatz um. Insbesondere im Jüdischen Viertel mit seiner meist armen Bevölkerung waren die sanitären Verhältnisse schwierig, was Mitte des 19. Jahrhunderts mehrfach zu Epidemien führte.
In der zweiten Hälfte des Jahrhunderts wurden diese Probleme angegangen und südlich des traditionellen jüdischen Viertels baute man den Batei-Machse-Wohnkomplex (בתי מחסה „Häuser der Zuflucht“), der die Wohnsituation der jüdischen Bevölkerung Jerusalems verbesserte. Die Initiative dazu ging von den Anschei Hod aus, einer aus Holland und Deutschland stammenden Untergruppe der Peruschim; das Vorhaben wurde vom österreichischen Konsulat unterstützt und mit Spendengeldern aus Europa realisiert. Zwischen 1861 und 1890 entstanden etwa 190 Appartements und zwei Synagogen. Die Wohnungen (je zwei Räume und Küche, gemeinsam genutzter Hof mit Zisterne) wurden mit einer Lotterie unter den bedürftigen Familien verlost.
Zur gleichen Zeit entstanden auch die meisten öffentlichen Gebäude des jüdischen Altstadtviertels: das Hospital Misgav laDach (משׂגב לדך „Schutz der Bedrückten“), Schulen und zwei repräsentative Synagogen (Churva-Synagoge und Tiferet-Jisraʾel-Synagoge), deren Kuppeln das Bild des Viertels prägten. Dem Bau der Churva-Synagoge waren langwierige Verhandlungen mit den osmanischen Behörden vorausgegangen, um überhaupt eine Bauerlaubnis zu erhalten und um einen repräsentativen Bau errichten zu können. Der türkische Architekt Asad Effendi hatte auch die Pläne mehrerer großer Moscheen in Istanbul gefertigt. Daher hatte die Churva-Synagoge Ähnlichkeit mit osmanischen Moscheen des 16. bis 19. Jahrhunderts: ein Bau auf quadratischer Grundfläche, überwölbt durch eine große Kuppel, darunter eine umlaufende Reihe von Fenstern, und große Bogenfenster an den Außenwänden, die dem zentralen Gebetsraum Licht geben. Sie war seit 1864 die Hauptsynagoge Jerusalems und bis in die 1930er Jahre auch zentraler Versammlungsraum der jüdischen Jerusalemer. Theodor Herzl besuchte sie 1898. Zeʾev Jabotinsky rekrutierte hier Freiwillige für die Jüdische Legion, und hier wurde 1917 nach der britischen Einnahme Jerusalems auch die Fahne der Jüdischen Legion übergeben.

### 20. Jahrhundert
Der osmanische Zensus von 1905 gibt für das (ungefähre) Gebiet des heutigen Jüdischen Viertels die Zahl der Familien nach Nachbarschaften und Religionszugehörigkeiten folgendermaßen an:
| Nachbarschaft        | Lage | Juden | Muslime | Christen |
| -------------------- | --- | ----- | ------- | -------- |
| Ḥārat aš-Šāraf       | Westlich der heutigen Straße Rechov Bet ChaBaD (das komplette heutige Armenische Viertel gehörte zu dieser Nachbarschaft) | 127   | 40      | 215      |
| Ḥārat Bāb as-Silsila | Östlich der Straße Rechov Bet ChaBaD                                                                                      | 711   | 548     | –        |
| Ḥārat Nabī Dāwūd     | Nordöstlich vom Zionstor                                                                                                  | –     | 85      | –        |

Ausländische Staatsangehörige sind in diesem Zensus nicht erfasst.
Seit 1870 zogen viele Bewohner des dicht besiedelten Jüdischen Viertels in die neu entstehenden Stadtteile der Neustadt, die eine höhere Wohnqualität boten. Zurück blieb ein sehr armer und besonders religiöser Bevölkerungsteil. Dieser Trend setzte sich in der britischen Mandatszeit fort: in der Neustadt entwickelte sich eine moderne Infrastruktur, die Bevölkerungszahl stieg dort, und 1946 lebten nur noch etwa 2 % der jüdischen Jerusalemer in der Altstadt. In der Mandatszeit kam es vermehrt zu Spannungen zwischen jüdischen und arabischen Jerusalemern, und dies veranlasste jüdische Familien, aus anderen Altstadtvierteln in das Jüdische Viertel zu ziehen, wo ja infolge der Abwanderung in die Neustadt Wohnraum vorhanden war. Bereits im Vorfeld des Palästinakrieges fand damit eine ethnische Segregation nach Nachbarschaften statt.

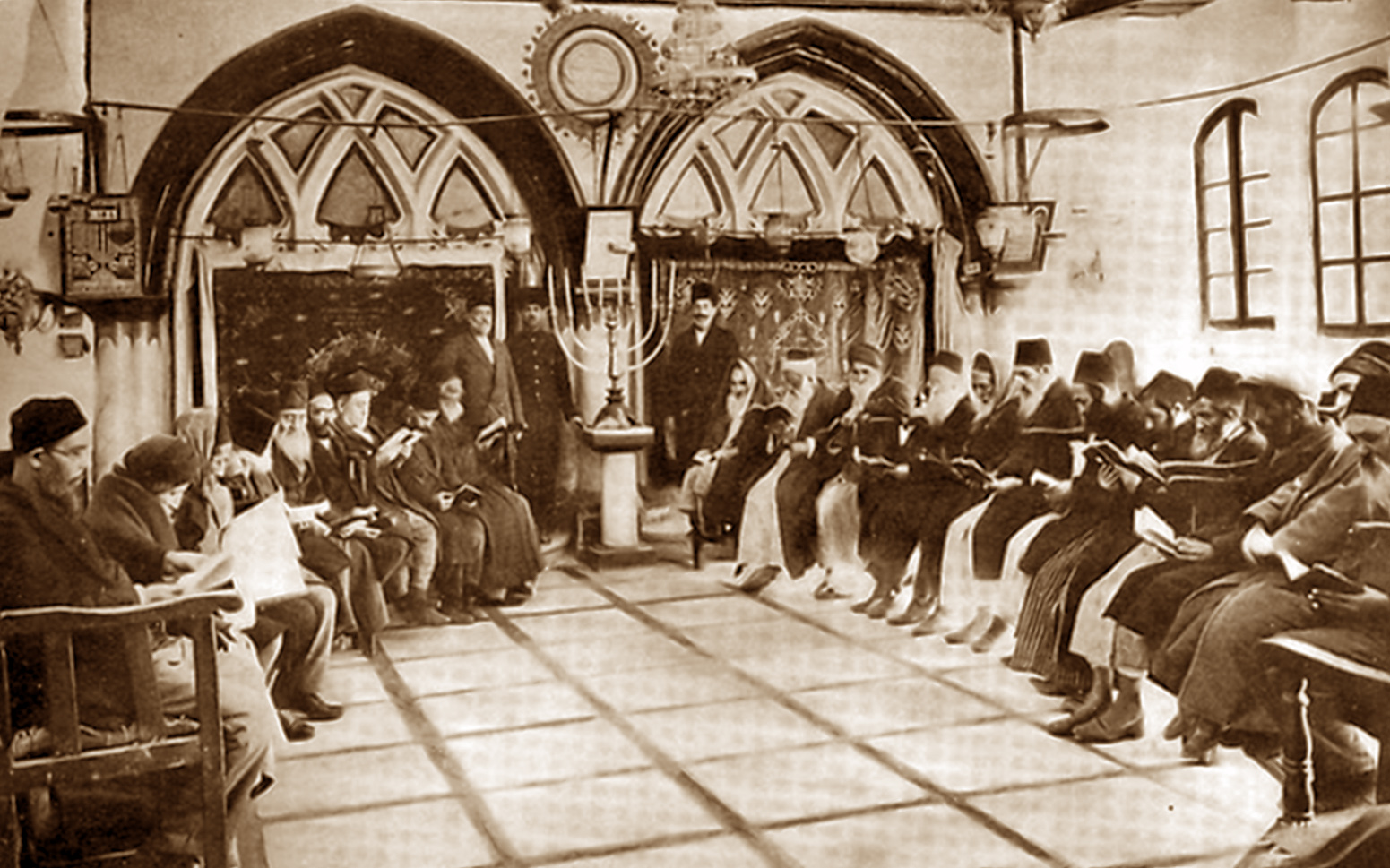
Jochanan-Ben-Sakkai-Synagoge (1893)
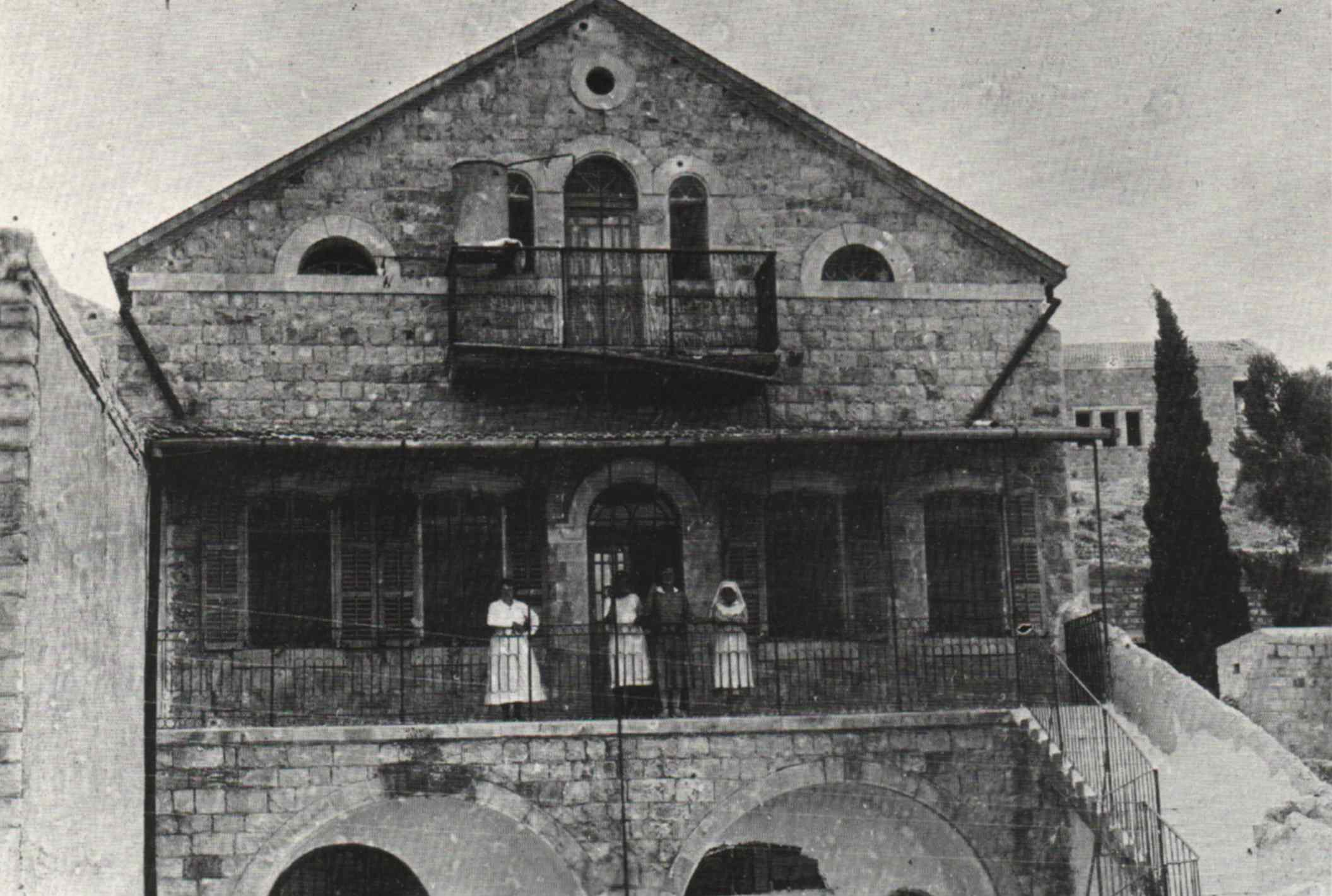
Hospital Misgav Ladach (1915)
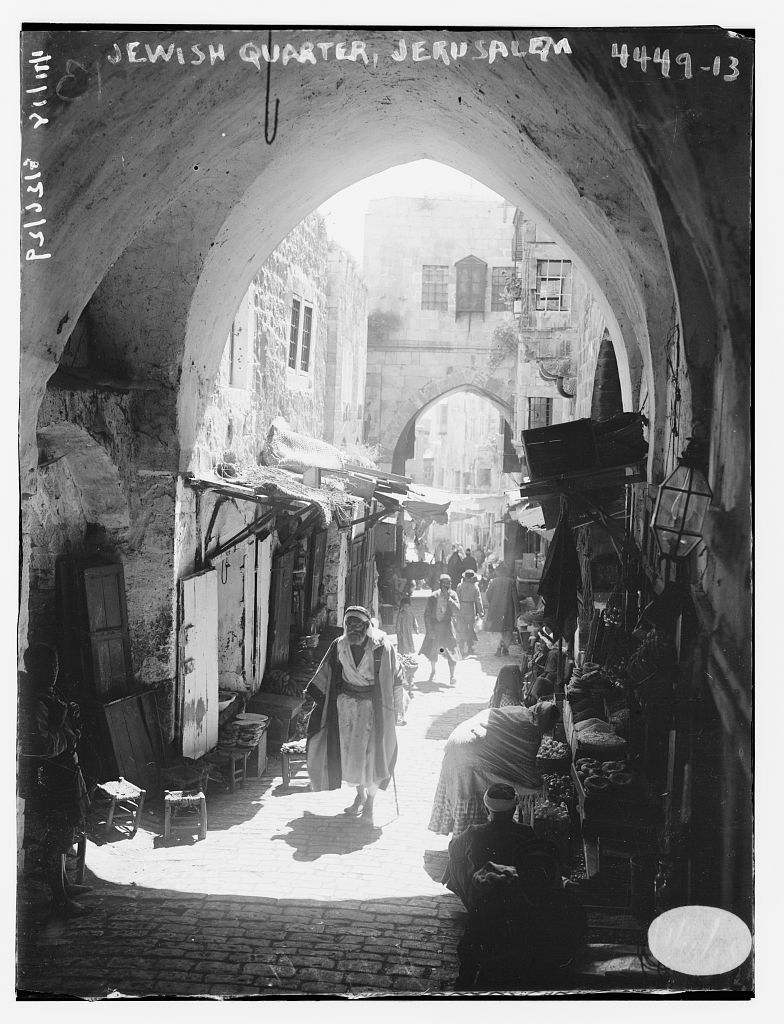
Straßenszene (1918)
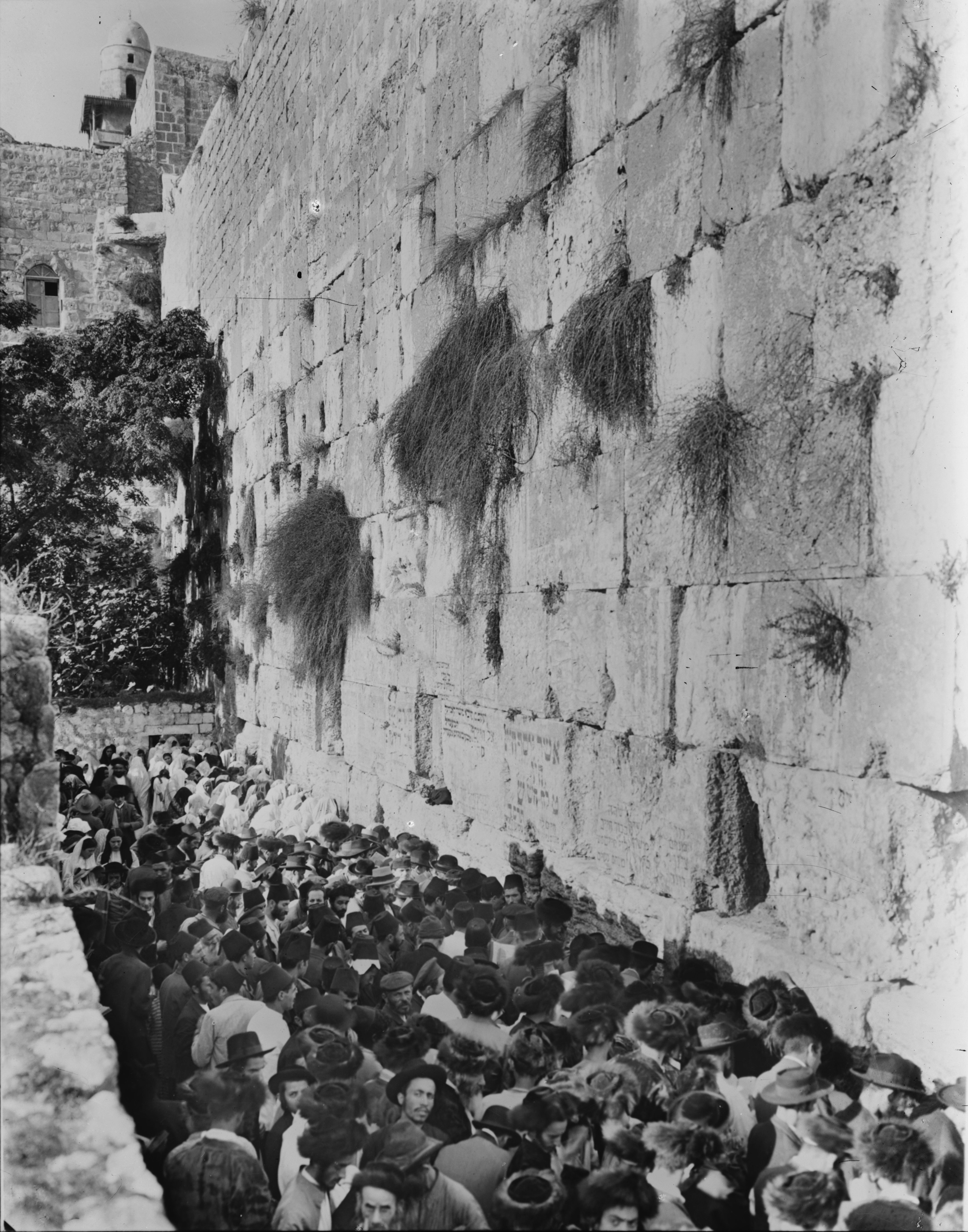
Klagemauer an Jom Kippur (1920)
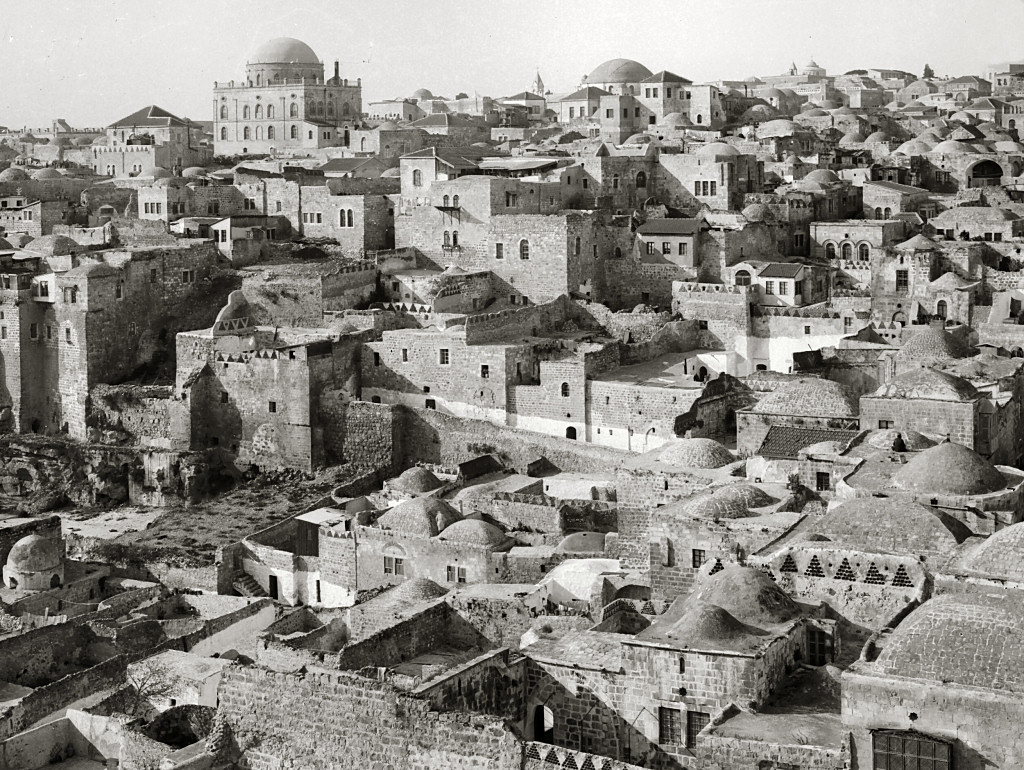
Blick vom Tempelberg (1920er Jahre)

Während des Palästinakrieges belagerten jordanische Truppen das Jüdische Viertel. Dabei wurden die ideologischen Gegensätze zwischen den zionistischen Verteidigern und der streng religiösen und deshalb antizionistisch orientierten Wohnbevölkerung deutlich. Für viele Kämpfer war das unkooperative Verhalten der Menschen, die sie schützen wollten, unverständlich. Zionistische Historiker betonten eher die Solidarität von Kämpfern und Einwohnern und ihre Kreativität (Versorgung durch eine improvisierte Seilbahn): „Damit wurde das jüdische Viertel, das lange nur für Religiosität und ärmliche Lebensumstände stand und diskursiv abgewertet wurde, Teil der zionistischen Geschichtsschreibung,“ so Johannes Becker.
Nach der jordanischen Eroberung der Altstadt wurden alle jüdischen Einwohner, etwa 1500 Menschen, vertrieben. Dabei sorgte Paul Ruegger vom Internationalen Komitee vom Roten Kreuz persönlich für sicheres Geleit ins israelisch gehaltene westliche Jerusalem. Der neue jordanische Staat konzentrierte sich auf den Ausbau seiner Hauptstadt Amman und Umgebung; das Westjordanland und die Jerusalemer Altstadt wurden unter jordanischer Regierung vernachlässigt. Verschärfend kam hinzu, dass die Altstadt von der Infrastruktur abgeschnitten war, die sich in der Neustadt befand, nun israelisches Staatsgebiet. Jordanien investierte in den 1960er Jahren in den christlichen und muslimischen Pilgertourismus Jerusalems. Das verfallende Jüdische Viertel war davon ausgeschlossen, und jüdische religiöse Stätten wurden absichtlich profaniert. Die jordanische Verwaltung sprengte die beiden großen aschkenasischen Synagogen wegen ihrer militärischen Bedeutung. Sie definierte die Klagemauer in eine rein islamische heilige Stätte um, die Mohammeds magischer Stute Buraq gewidmet war. Nach israelischen Quellen war kurz vor dem Sechstagekrieg eine amerikanische Baugesellschaft damit beauftragt worden, das jüdische Viertel komplett abzureißen und auf dem Areal einen öffentlichen Park anzulegen. Einige palästinensische Flüchtlinge, die in der Zwischenkriegszeit die leerstehenden Häuser bezogen hatten, seien deshalb evakuiert und in einem Lager bei Shu’afat angesiedelt worden.

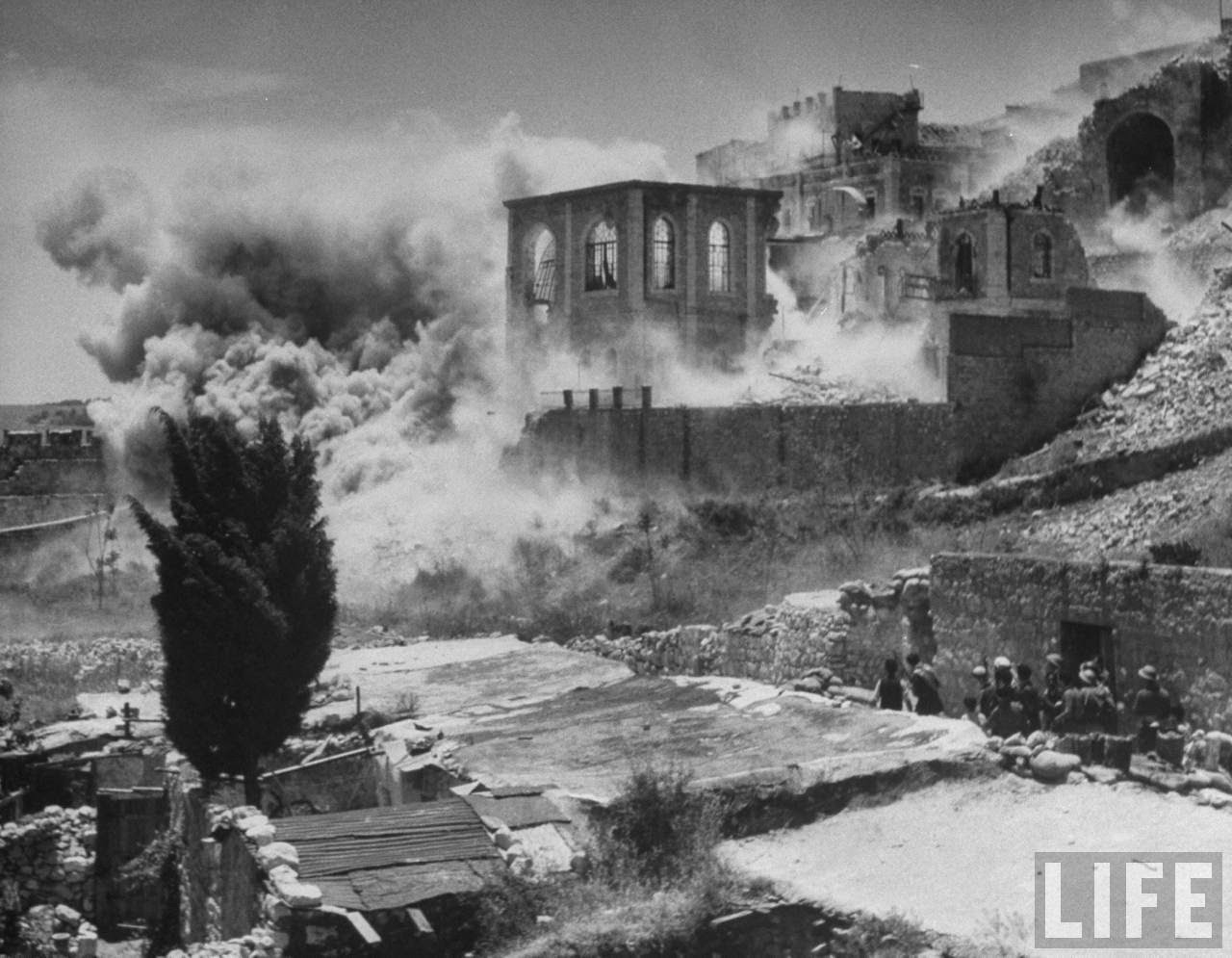
Porat-Josef-Jeschiva unter Beschuss
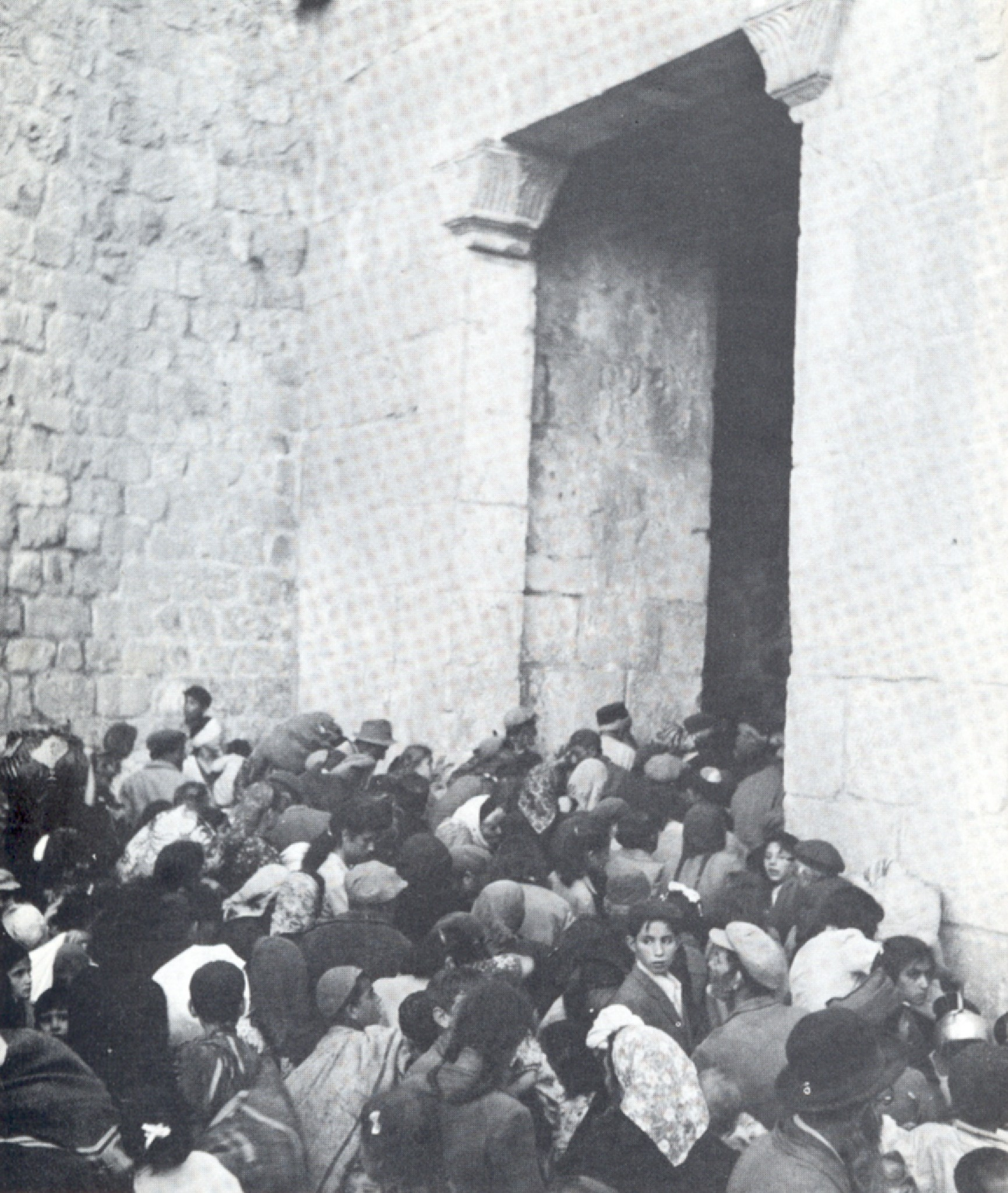
Evakuierung des jüdischen Viertels durch das Dungtor (1948)
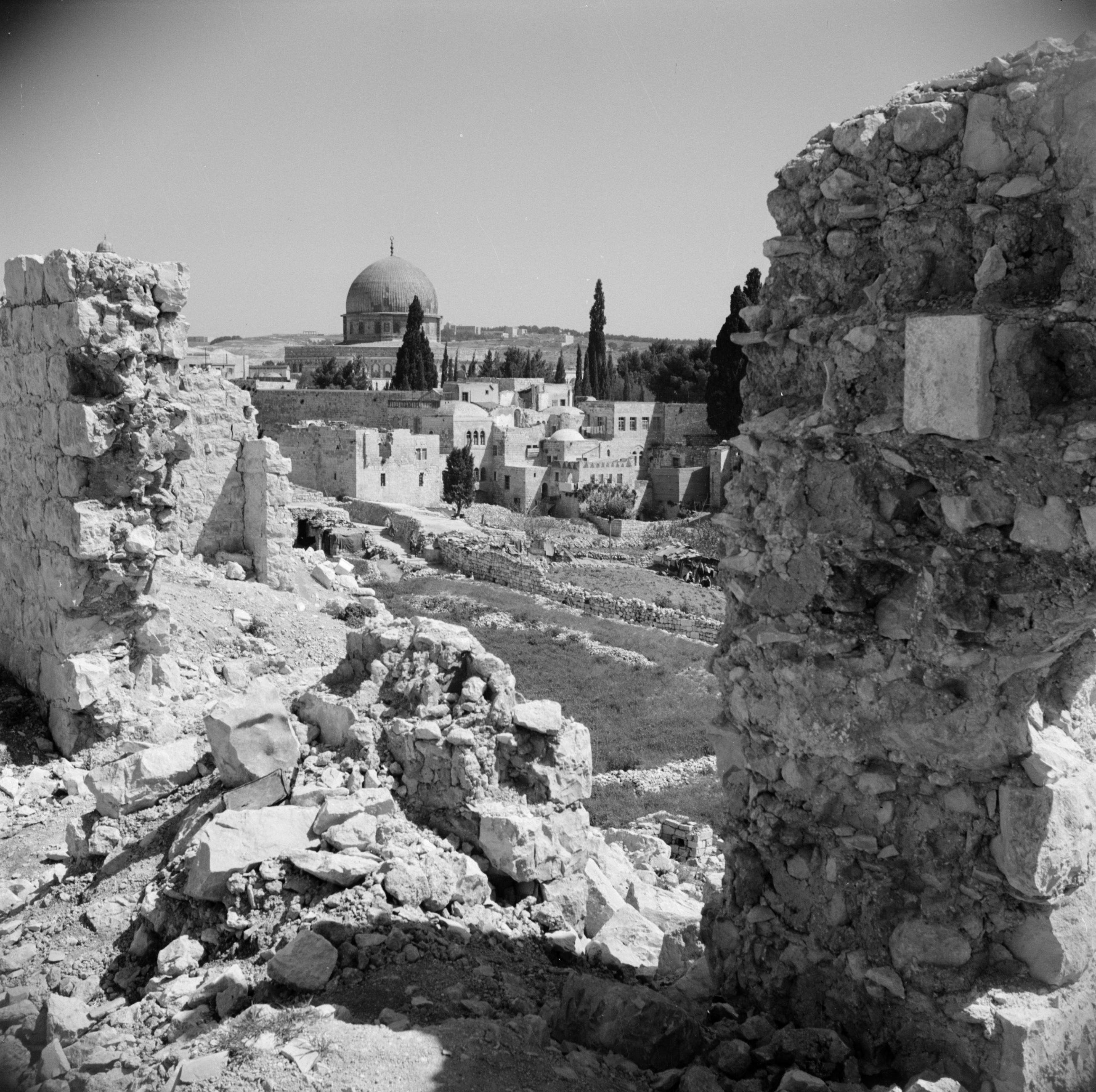
Ruinen des Viertels (1950)
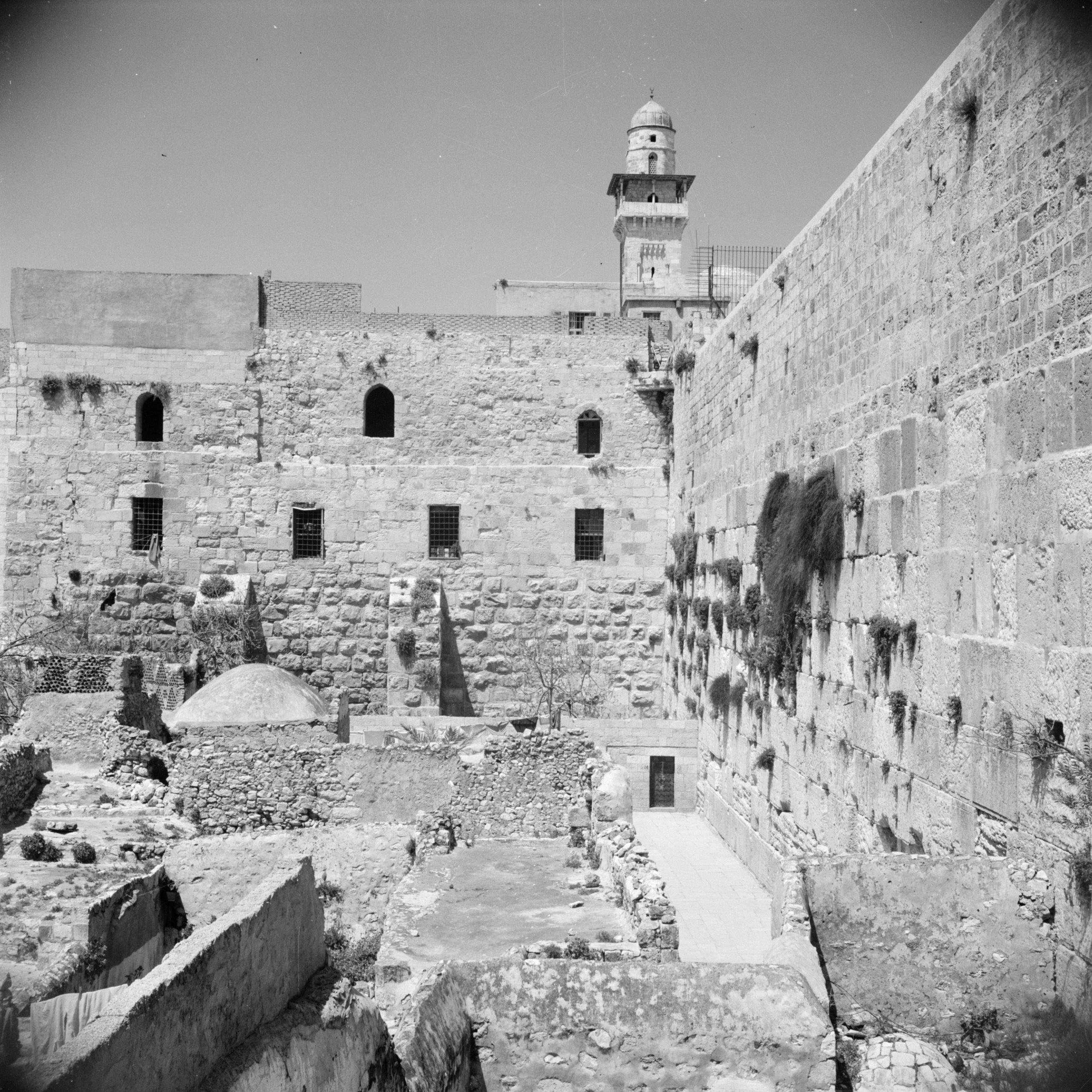
Klagemauer und Maghrebinerviertel (1950)
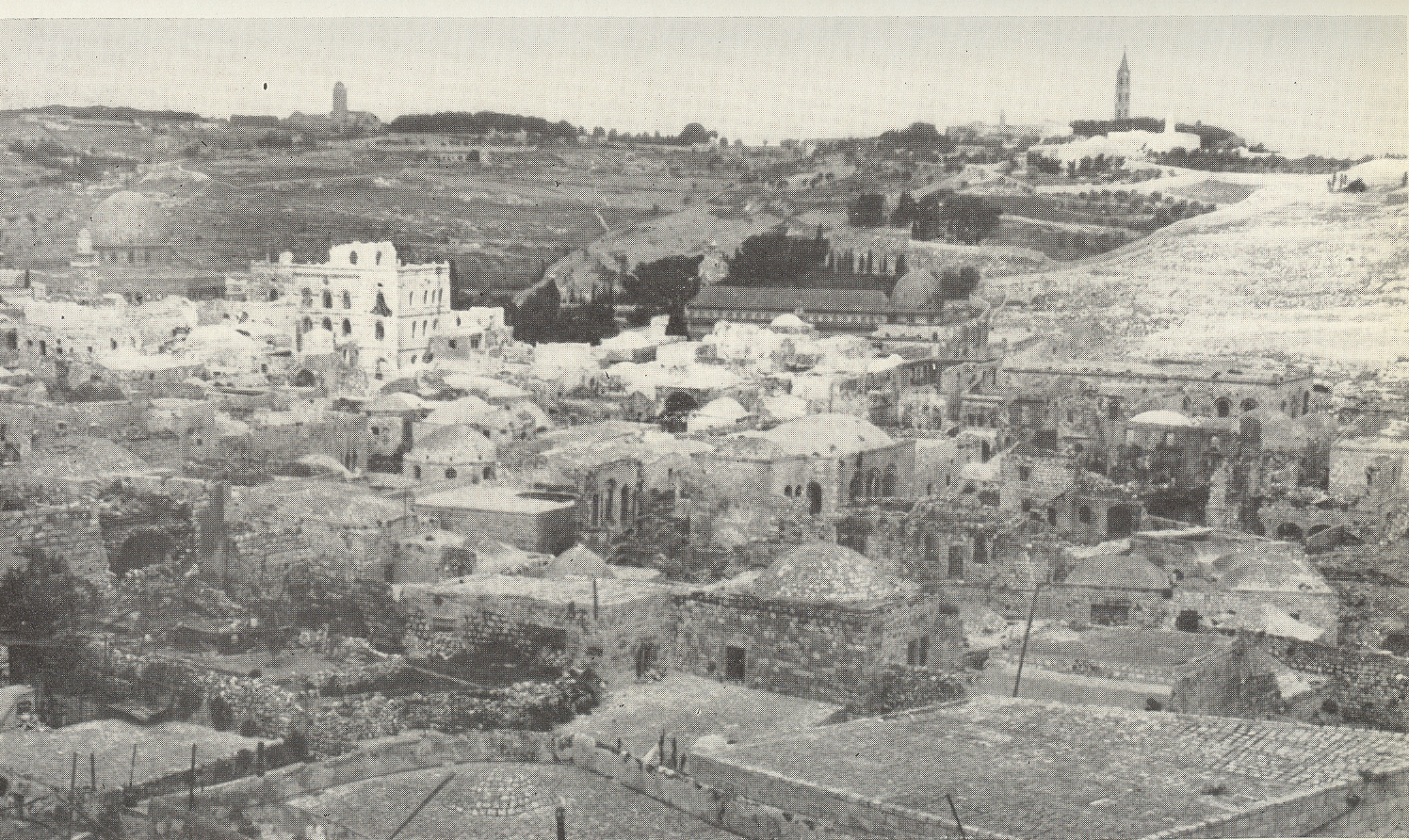
Ruinen des Viertels (1957)

## Das Viertel seit dem Wiederaufbau 1967

Plan des wieder aufgebauten Jüdischen Viertels

Kurz nach Eintritt Jordaniens in den Sechstagekrieg am 5. Juni 1967 eroberten israelische Truppen am 7. Juni die schwach verteidigte Jerusalemer Altstadt. Anschließend wurden die arabischen Einwohner abgelöst, ausgewiesen oder vertrieben. Die israelische Regierung setzte eine einjährige Frist für eine Bestandsaufnahme des Viertels und Entwicklung eines stadtplanerischen Konzepts. 12 Hektar, von denen vor 1948 nur ein kleiner Teil jüdisches Grundeigentum gewesen war, wurden von der Regierung enteignet, darunter das Areal vor der Klagemauer (nicht die Mauer selbst). Aber auch die Gebäudeensemble Ja’ouni, Bashiti und Anabousi im Armenischen Viertel wurden 1967 dem Jüdischen Viertel zugeordnet. Die Erweiterung nach Westen ist auf nebenstehender Karte zu sehen. In diesem traditionell dem Armenischen, heute dem Jüdischen Viertel zugeordneten Gebiet befindet sich das 1976 eröffnete Old Yishuv Court Museum. Es befasst sich mit dem Alltag der jüdischen Einwohner Jerusalems vor 1948 und hat damit eine deutlich andere Akzentsetzung als die in nebenstehendem Plan als Sehenswürdigkeiten ausgewiesenen archäologischen Museen.
Ein Komitee unter Leitung des Premierministers Levi Eschkol wurde mit der Planung des Wiederaufbaus beauftragt. Der leitende Architekt war Schalom Gardi. Eine staatliche Wohnungsbaugesellschaft wurde 1969 gegründet (Company for the Reconstruction and Development of the Jewish Quarter, CRDJQ). Die Israel Land Authority übereignete der CRDCJ das Areal des Jüdischen Viertels in einem langfristigen Pachtvertrag. Die Wohnungsbaugesellschaft baute etwa 500 Wohneinheiten und 100 Geschäftslokale, die sie an die Bewohner des Viertels unterverpachtete, außerdem öffentliche Gebäude. Sie untersteht nicht dem Bürgermeister von Jerusalem, sondern dem israelischen Wohnungsbauministerium.
1978 klagte der Ostjerusalemer Muhammad Said Burqan, dessen Familie seit den 1930er Jahren im Jüdischen Viertel Wohneigentum gehabt hatte, vor dem Obersten Gericht, weil ihm der Erwerb einer Wohnung im renovierten Altstadtviertel verwehrt werde. Das Gericht wies Burqans Klage ab. Der Richter Meʾir Schamgar begründete die Entscheidung damit, dass es vier ethnisch-religiös homogene Altstadtviertel gebe, und dies sei spätestens seit dem 11. Jahrhundert die gewachsene Infrastruktur Jerusalems. Die israelische Regierung führte in dieser Sicht eine jahrhundertealte Tradition fort, indem sie die neuen Wohnungen exklusiv Juden zur Verfügung stellte, daher sei dies kein Akt der Diskriminierung. Mit Berufung auf dieses Urteil versuchte die staatliche Wohnungsbaugesellschaft 2011, einen Mieter aus dem Jüdischen Viertel zu entfernen, weil er ein evangelikaler Christ war (er befasste sich mit der Förderung der Zusammenarbeit evangelikaler und israelischer politisch rechter Organisationen).

### Stadtplanerische Konzeption
Das von Ehud Netzer, Joe Savitzky und Arie Sonino entworfene Bebauungskonzept sah ein Wohngebiet, ein Gebiet für jüdische religiöse und öffentliche Gebäude und ein zentrales, touristisch attraktives Gebiet vor. Das Architektenteam wurde nach Abschluss der Arbeiten 1980 aufgelöst, aber auch danach gab es Bauprojekte im Viertel.

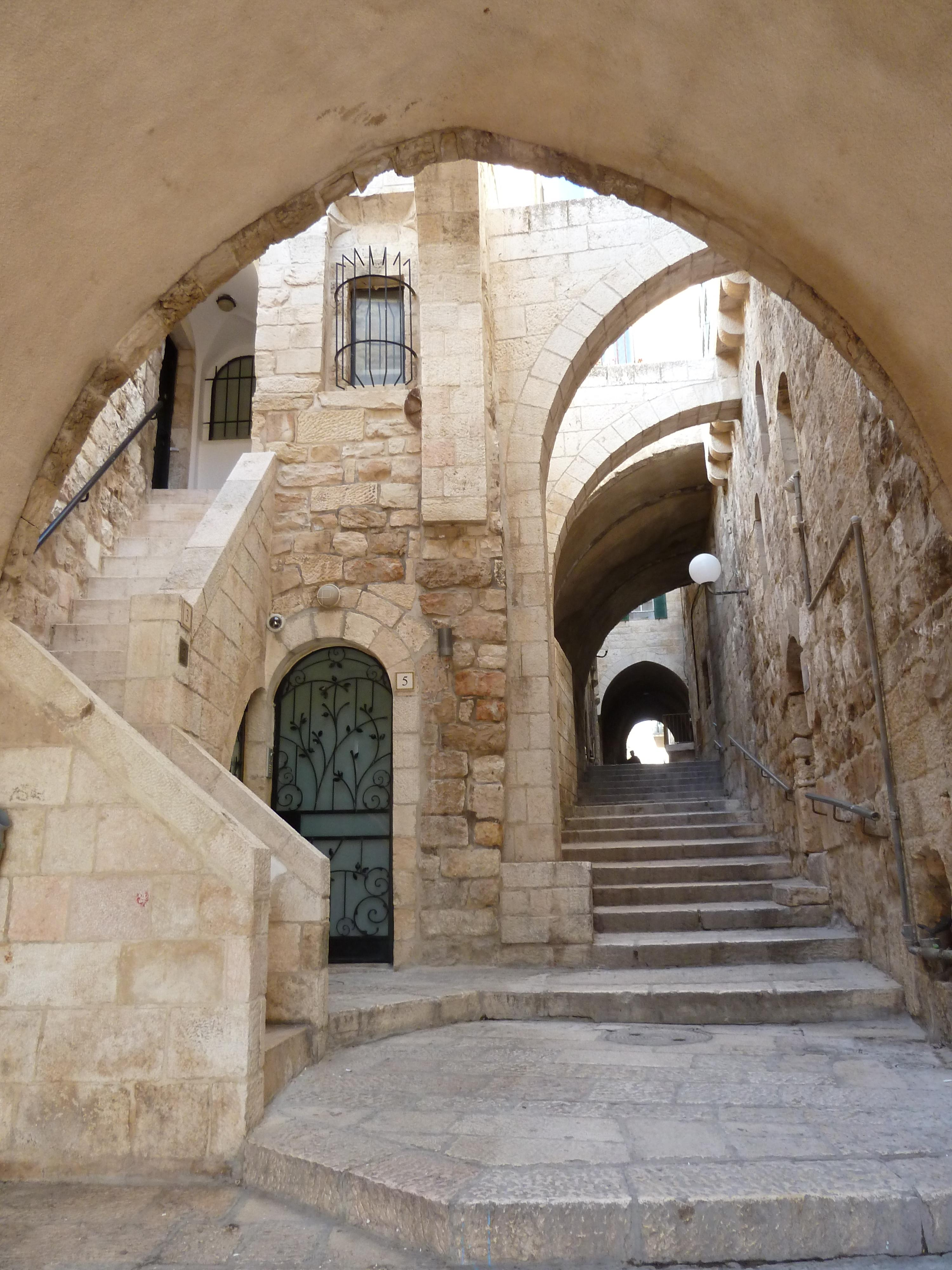
Rechov Misgav Ladach

Ziel war es, ein Altstadtviertel zu schaffen, das für jüdische Israelis unterschiedlicher religiöser und kultureller Prägung als Wohnraum attraktiv war. Das nur für Fußgänger vorgesehene Straßennetz erhielt neue, hebräische Namen. Die Umbenennung ging hier nicht wie andernorts auf Kosten alter arabischer Namen, sondern alter jüdischer Bezeichnungen; sie folgte einer doppelten Logik: die religiöse Komponente zu reduzieren und dem ganzen – um weitere Wohnbereiche vergrößerten – Gebiet des Stadtviertels ein einheitliches Erscheinungsbild zu geben. Die Architekten entschieden sich, das historische Straßennetz mit kleineren Modifikationen zu bewahren. Die daraus resultierende, verwinkelte Bebauung schafft wechselnde Licht-Schatten-Kontraste auf den Fassaden und trägt so zur touristischen Attraktivität bei.  Drei parallele Straßen erschließen das Viertel in Nord-Süd-Richtung: Rechov Bet ChaBa"D, Rechov haJehudim und Rechov Misgav Ladach. Die Wohneinheiten werden durch kleine Stichstraßen erschlossen, wodurch man die Privatsphäre der Bewohner abseits des Touristen- und Geschäftsverkehrs schützen wollte. Da heute im Jüdischen Viertel viele ultra-orthodoxe Familien leben, wirkt sich diese Trennung positiv aus und verhindert Spannungen zwischen dem religiösen Lebensstil der Einwohner und den meist säkularen Touristen. Um aber auch öffentliche Räume für die Besucher der Stadt zu schaffen, sparten die Stadtplaner Areale für Plätze und Gartenanlagen aus. Östlich der Ruine der Churva-Synagoge war der zentrale Marktplatz geplant. Das Konzept knüpfte vielfach an die historische Bebauung an, etwa durch die Cluster von Wohneinheiten, die zahlreichen Stichstraßen, die Begrenzung der Gebäudehöhe.
Simone Ricca vertritt die These, dass kein Wiederaufbau des Viertels im Zustand vor 1948 vorgesehen war, sondern eine selektive Rekonstruktion, die ein „mythisches“, antikes jüdisches Jerusalem neu schaffen sollte. Es gab z. B. keine statischen Analysen der bestehenden Bausubstanz, sondern die pauschal als „Ruinen“ bezeichneten Gebäude wurden mit schwerem Gerät abgeräumt, um an ihrer Stelle etwas Neues aufzubauen. Schalom Gardi beschrieb die Aufgabe so: „Das gesamte Jüdische Viertel war eine ärmliche Wohngegend, die mit ärmlichen Materialien und Techniken erbaut worden war. Es gab keine Monumente in diesem Areal, die eine vollständige Rekonstruktion nötig machten.“ Er verglich damit die Altstadt von Akkon, die wegen ihrer wertvolleren Bausubstanz eine komplexere Restaurierung erfordere. Meʾir Ben-Dov, der als Archäologe an der Untersuchung des Viertels vor dem Wiederaufbau beteiligt war, schätzte, dass etwa 20 % der historischen Bausubstanz bewahrt und etwa ein Drittel komplett neu gebaut wurde. Matti Friedman zufolge gab es bei der Planung des Wiederaufbaus ein doppeltes Ziel: einerseits sollte hier wieder ein von jüdischen Israelis bewohntes Altstadtviertel entstehen, andererseits „eine symbolische Landschaft und ein ideologisches Mekka“, das den historischen Anspruch des Judentums auf die Stadt Jerusalem unterstützte.

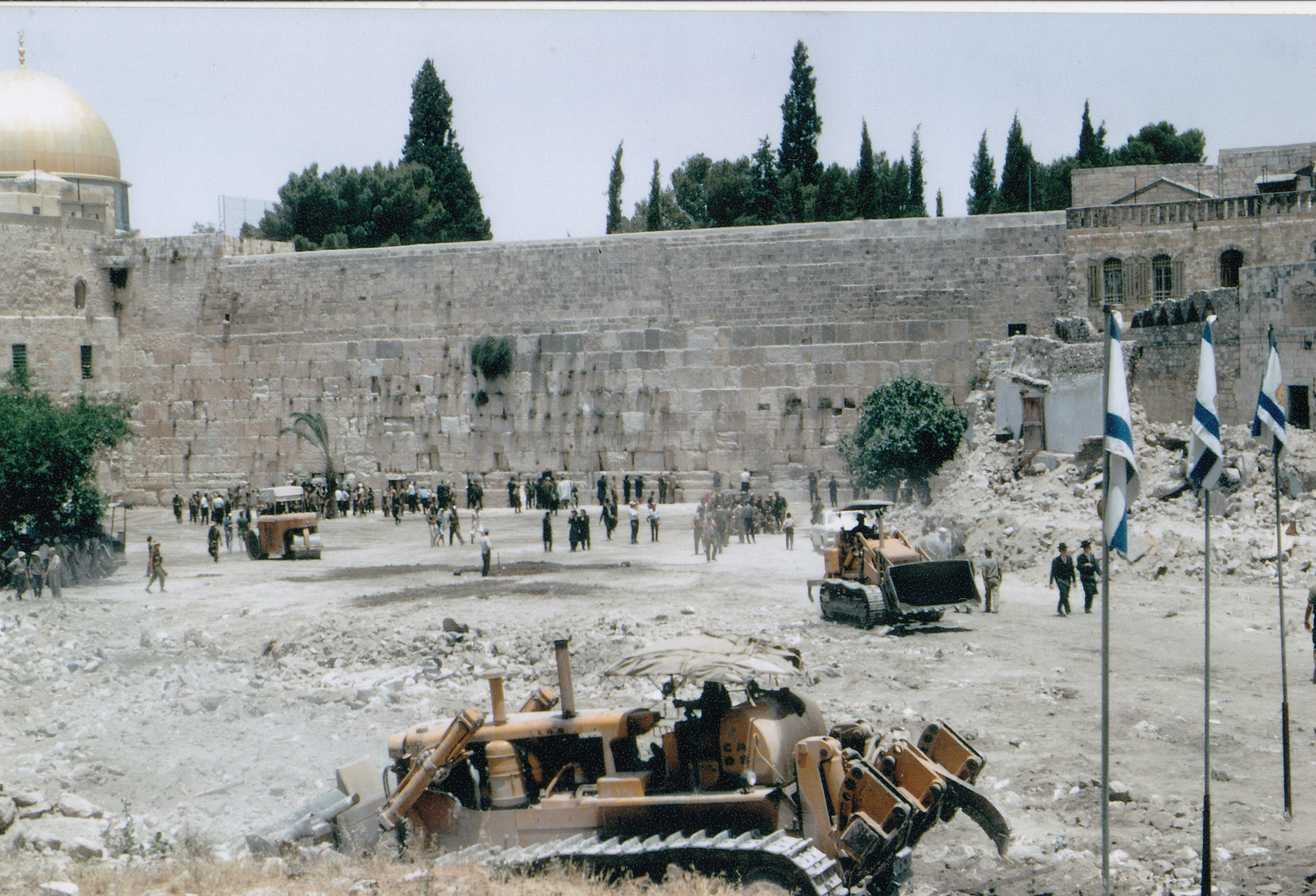
Neue Western Wall Plaza (1967)

Nach dem Abriss des Maghrebinerviertels schufen die Stadtplaner vor der Klagemauer eine großzügige Plaza, welche die symbolische Bedeutung der Westmauer für den Staat Israel und die jüdische Diaspora sichtbar zum Ausdruck brachte. Dieser Platz ist zweigeteilt in den religiösen, nach rabbinischen Vorgaben gestalteten Bereich vor der Mauer und den Bereich, der für Militärparaden, Vereidigungen, Gedenken für gefallene Soldaten, Veranstaltungen zum Jerusalem-Tag usw. (Israels Zivilreligion) genutzt wird.

### Wohnbebauung
In der Architekturgeschichte Israels war der Wiederaufbau bzw. Neubau des Jüdischen Viertels ein Wendepunkt. Auf Bauhaus-Architektur folgte nach der Staatsgründung standardisierter Massenwohnungsbau, um die vielen Einwanderer zügig mit Wohnraum zu versorgen. Ende der 1960er Jahre ging der Trend zum Regionalismus und Postmodernismus. Das in dieser Phase konzipierte Jüdische Viertel Jerusalems, gebaut in einer Art Neo-Orientalismus, galt späteren israelischen Architekten als Muster einer traditionellen jüdischen Architektur. David Kroyanker schreibt: „Was hier entstand, war ein neues architektonisches Vokabular, das sich auf alte Tradition gründete.“ Konkret: Orientalische Bögen, Gewölbe, Kuppeln, vorkragende Konsolen und Arkaden wurden kombiniert mit Häusern „mediterranen“ Typs in scheinbar zufälliger Anordnung. Die Gebäude sind mit Meleke verkleidet und haben dadurch ein einheitliches Erscheinungsbild, sie wurden aber in der seinerzeit im israelischen Wohnungsbau üblichen Weise und nicht etwa mit traditionellen Bautechniken errichtet. Rehav Rubin und Doron Bar zufolge ist das Ergebnis des Wiederaufbaus eine neue Landschaft, deren Verbindung zu dem Viertel vor 1948 extrem vage sei. Um die Vorgaben hinsichtlich der Zahl der Wohneinheiten zu erfüllen, erhielten die Häuser mehr Stockwerke als dies bei der Vorgänger-Bebauung vor 1948 der Fall gewesen war.
Der Zuschnitt der Wohneinheiten ging (noch im Geist der zionistischen Pionierzeit) von einer „egalitären“ Einwohnerschaft aus und folgte in etwa den behördlichen Vorgaben für das Wohngebiet French Hill. Uri Ponger zufolge bestand die Erwartung, dass wohlhabende Bewohner einziehen und die Häuser eigenständig aufwerten würden. Die Küchen und Sanitäranlagen der Wohneinheiten entsprachen den Bedürfnissen streng religiöser Haushalte. In den ersten Jahren war das Jüdische Viertel von Israelis der gehobenen Mittelschicht geprägt, die Einschränkungen in Kauf nahmen, um an einem besonders geschichtsträchtigen Ort zu wohnen. Diese Bewohner waren in ein dichtes soziales Netz eingebunden und standen auch mit den Architekten in engem Kontakt, was zu einigen technischen Verbesserungen führte. In diesem sozial homogenen Viertel gab es zwei Privatwohnungen, die eine Sonderstellung hatten: das Haus des staatlichen Rechnungsprüfers Jitzchak Nebenzahl (Ahrens, Burton & Koralek, 1971–1973), welches als das architektonisch interessanteste Wohngebäude des Viertels gilt, und das Haus des stellvertretenden Premierministers Jigal Allon (Elieser Frenkel, 1968).

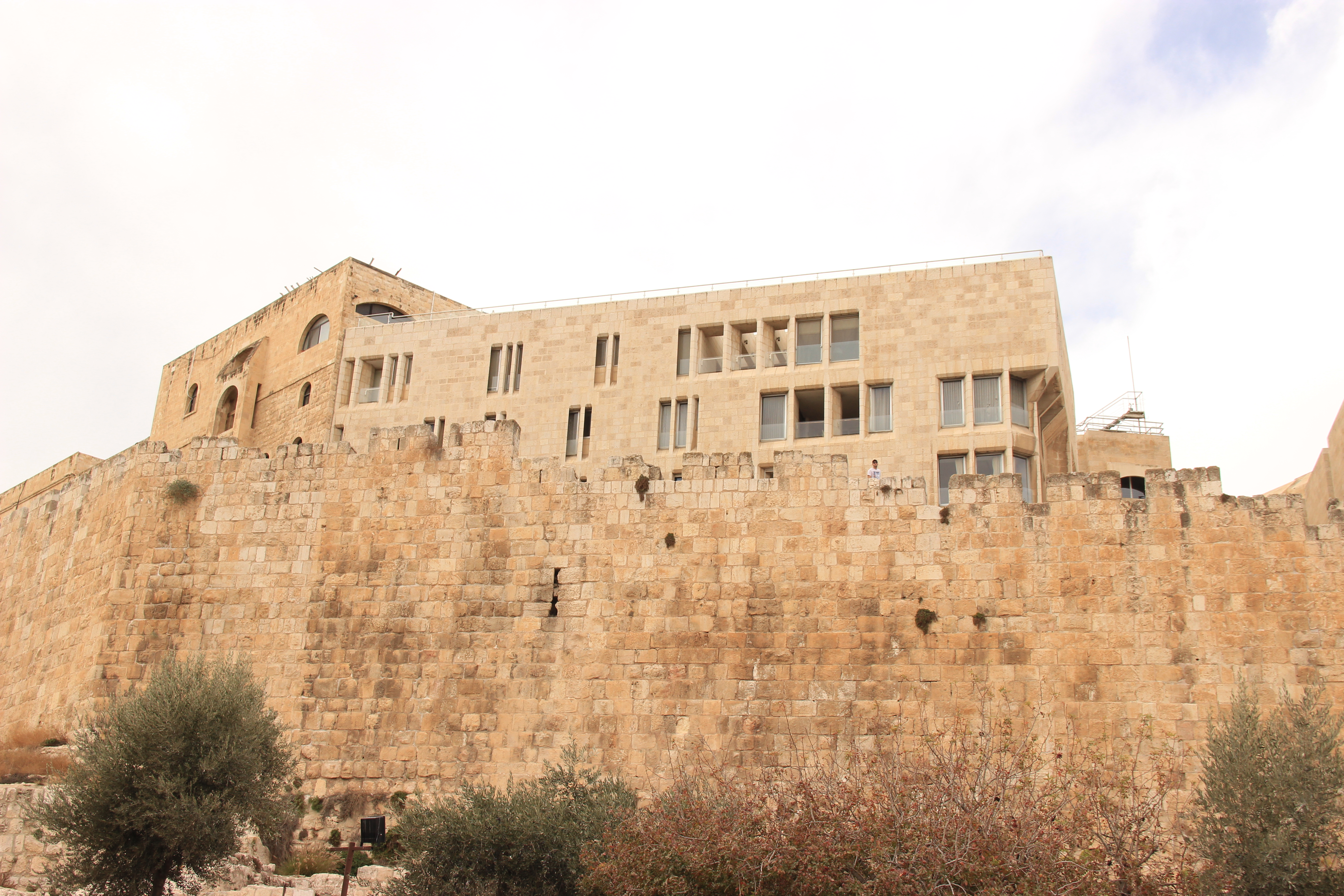
Haus Nebenzahl

Der historische Gebäudekomplex Batei Machse, ein etwa 1860 bis 1890 gebautes Ensemble von Wohnungen und religiösen Einrichtungen, war noch insoweit erhalten, dass er renoviert werden konnte. Damit wurden drei Architekten beauftragt, die mit der Altstadtsanierung von Jaffa Erfahrung hatten: Elieser Frenkel, Jaʿakov Jaʿar und Saʾadja Mendel. Auch hier fand jedoch eine tiefgreifende Umgestaltung statt. Frenkels „Bogengang-Haus“ setzte moderne Wohneinheiten auf die restaurierte alte Bausubstanz. Das repräsentative Rothschild-Haus im Gebäudekomplex Batei Machse hatte vergleichsweise geringe Kriegsschäden. Es diente nach dem Wiederaufbau der Wohnungsbaugesellschaft als Quartier und ist eines der markantesten Bauwerke des Viertels.

### Öffentliche Gebäude
Das Gemeindezentrum des Jüdischen Viertels befindet sich in der Misgav-Ladach-Straße Nr. 20. Es bietet Veranstaltungen und Kurse für alle Generationen an, außerdem Informationsveranstaltungen zu kommunalen Themen. In der direkten Nachbarschaft befinden sich zwei Bibliotheken für die Einwohner des Viertels: die kommunale Stadtteilbibliothek und die Torani-Bibliothek mit einem Büchersortiment, das von der Tora-Kultur-Abteilung der Jerusalemer Stadtverwaltung ausgewählt wurde (Torani-Bibliotheken gibt es auch in anderen religiös geprägten Jerusalemer Stadtvierteln).

### Bildungseinrichtungen

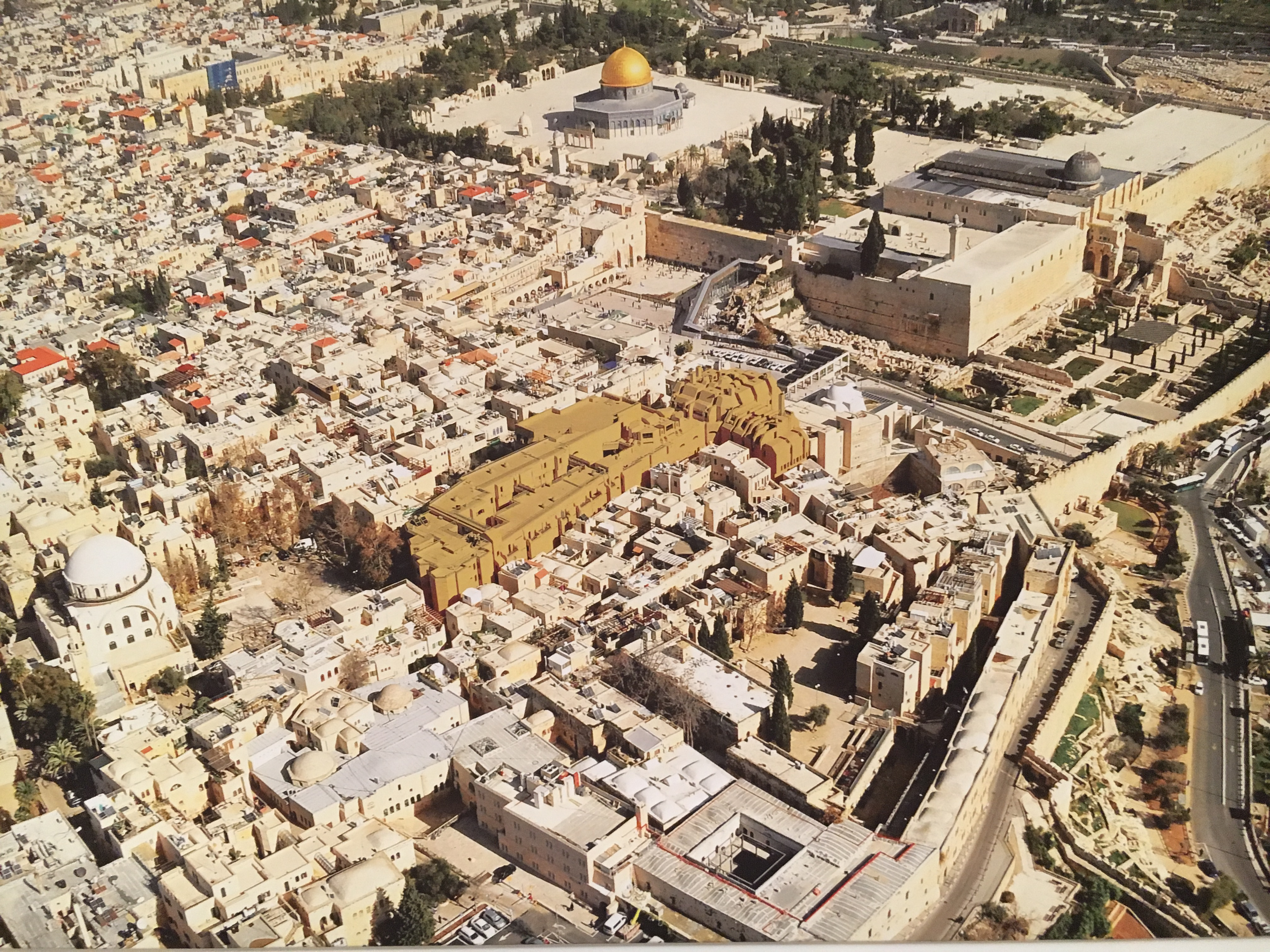
Gebäudekomplex der Jeschivat haKotel (ocker markiert)

Im Jüdischen Viertel gibt es mehrere Schulen und Kindergärten unter staatlicher Aufsicht, allerdings keine säkularen Schulen. Die einzige ko-edukative nationalreligiöse Elementarschule befindet sich in der Batei-Machse-Straße Nr. 16; sie hat 226 Schüler, die nicht nur aus dem Viertel, sondern auch aus anderen Jerusalemer Stadtteilen kommen. Die Schule ist für Familien attraktiv, die aus englischsprachigen Ländern nach Israel eingewandert sind. Darüber hinaus gibt es die nationalreligiösen Moria-Schulen für Jungen (179 Schüler) und für Mädchen (200 Schülerinnen). Die weiteren fünf staatlichen Schulen, darunter zwei Junior High Schools, sind ultra-orthodox. Außerdem befinden sich im Viertel mehrere private Schulen ultra-orthodoxer Prägung, bei denen der Staat keine Aufsicht über den Lehrplan ausübt (exempte Schulen). In den 1990er Jahren entschied ein örtlicher Rabbiner, dass ein aus dem 19. Jahrhundert stammendes Verbot, Englisch nach der 4. Klasse zu unterrichten, für die Schulen des Viertels weiterhin gültig sei. Dies wurde als eine Akzentverschiebung von modern-orthodoxer hin zu ultra-orthodoxer Ausrichtung im Bildungssystem interpretiert.
Das Jüdische Viertel ist bekannt für seine zahlreichen Jeschivot, die sich meist in der Nähe zum Tempelberg bzw. zur Western Wall Plaza befinden. Große Institutionen in diesem Bereich sind:
| Bild | Name                                      | Studentenzahl | Gründungsjahr                     | Beschreibung |
| ---- | ----------------------------------------- | ------------- | --------------------------------- | --- |
|      | Porat Josef (hebräisch פורת יוסף)         | 250           | 1923, Neubau nach Zerstörung 1948 | Modernistischer Bau (Architekt Mosche Safdie), eine Ausnahme vom einheitlich neo-orientalistischen Stil des Viertels. Führende sefardische ultra-orthodoxe Jeschiva. Lehrkörper und Studenten stammen größtenteils aus Gemeinden in der Tradition des Judentums von Bagdad und Aleppo. |
|      | Jeschivat haKotel (hebräisch ישיבת הכותל) | 340           | nach 1967                         | Führende Hesder-Jeschiva, gegründet von Rabbiner ʾArje Bina. Das Gebäude (Wohl Torah Center) wurde nach Plänen von Eliezer Franco über der archäologischen Stätte des Herodianischen Quartiers erbaut. Zum Baukomplex gehört ein Bet Midrasch für bis zu 500 Personen, eine Mensa, eine Veranstaltungshalle, ein Hörsaal, Klassenräume, eine Synagoge und Büroräume; zusätzlich zum Wohnheim für bis zu 350 Personen gehören zu dieser Jeschiwa 14 Appartements für verheiratete Studenten und ihre Familien. Für Internat und Studentenwohnungen nutzt die Jeschiva innerhalb des Viertels ein Areal von 10.000 Quadratmetern. |
|      | ʾEsch haTora (hebräisch אש התורה)         | 215           | 1974                              | Zentrale einer weltweiten, von Rabbiner Noach Weinberg gegründeten Organisation |
|      | Netiv ʾArje (hebräisch נתיב אריה)         | ca. 170       | 2003                              | Hauptgebäude (seit 2003) besonders nah am Tempelplatz, Studentenwohnungen an der benachbarten Straße Misgav Ladach. Netiv Arje ist eine Gründung der Jeschiva haKotel. |
|      | Chaje ʿOlam (hebräisch חיי עולם)          |               |                                   | 1886 gegründet als chassidische Jeschiva, die zweitgrößte aschkenasische Jeschiva Jerusalems, 1933 Umzug der Einrichtung nach Meʾa Scheʿarim. Heute wird der Komplex im Jüdischen Viertel von Brazlawer Chassidim genutzt sowie von Juden, die neu zu einer religiösen Lebensweise gefunden haben (Baʿal-Teschuva-Bewegung). |
|      | Midreschet haRova (hebräisch מדרשת הרובע) |               | 1990                              | Bietet einjährige, nationalreligiös ausgerichtete Studienprogramme für jüdische Frauen der Diaspora. Zum Komplex gehören ein Wohnheim, eine Mensa und mehrere Appartements in der Altstadt. |

Bet haSofer, das „Haus des Schreibers“, wurde von der Hebräischen Schriftstellervereinigung 1970 im Jüdischen Viertel gegründet, mit dem Ziel, hebräische Literatur in der Bevölkerung bekannt zu machen. Das rein säkulare Programm beinhaltete Workshops, Vorträge und schulpädagogische Angebote. Bet haSofer wurde nicht aus Spenden finanziert, sondern aus Mitteln der Jerusalemer Stadtverwaltung. Die Einrichtung geriet bald in finanzielle Schwierigkeiten und zog von dem dreistöckigen Gebäude im Jüdischen Viertel um nach Westjerusalem.
Das Sapir Jewish Heritage Center war eine Bildungs- und Kultureinrichtung in der Nachbarschaft der Churva-Synagoge. Bereits 1974 gegründet, hat das Heritage Center eine zionistische Grundausrichtung und setzt sich für Toleranz, Pluralismus und den Abbau von Vorurteilen ein. 2014 wurden die Bildungsangebote aus finanziellen Gründen eingeschränkt, 2016 wurde die Immobilie an das Verteidigungsministerium verkauft; nach Umbau wird das Zentrum seit 2018 als Seminar für Kommandeure der Israelischen Verteidigungsstreitkräfte genutzt.

## Bevölkerungsentwicklung
Die Bevölkerung im wiederaufgebauten Viertel hatte anfangs ein größeres säkulares Segment. Dass mit Jigal Allon ein prominenter ehemaliger Palmach-Kommandeur und säkularer Israeli ins Jüdische Viertel zog, war eine deutliche Ansage.

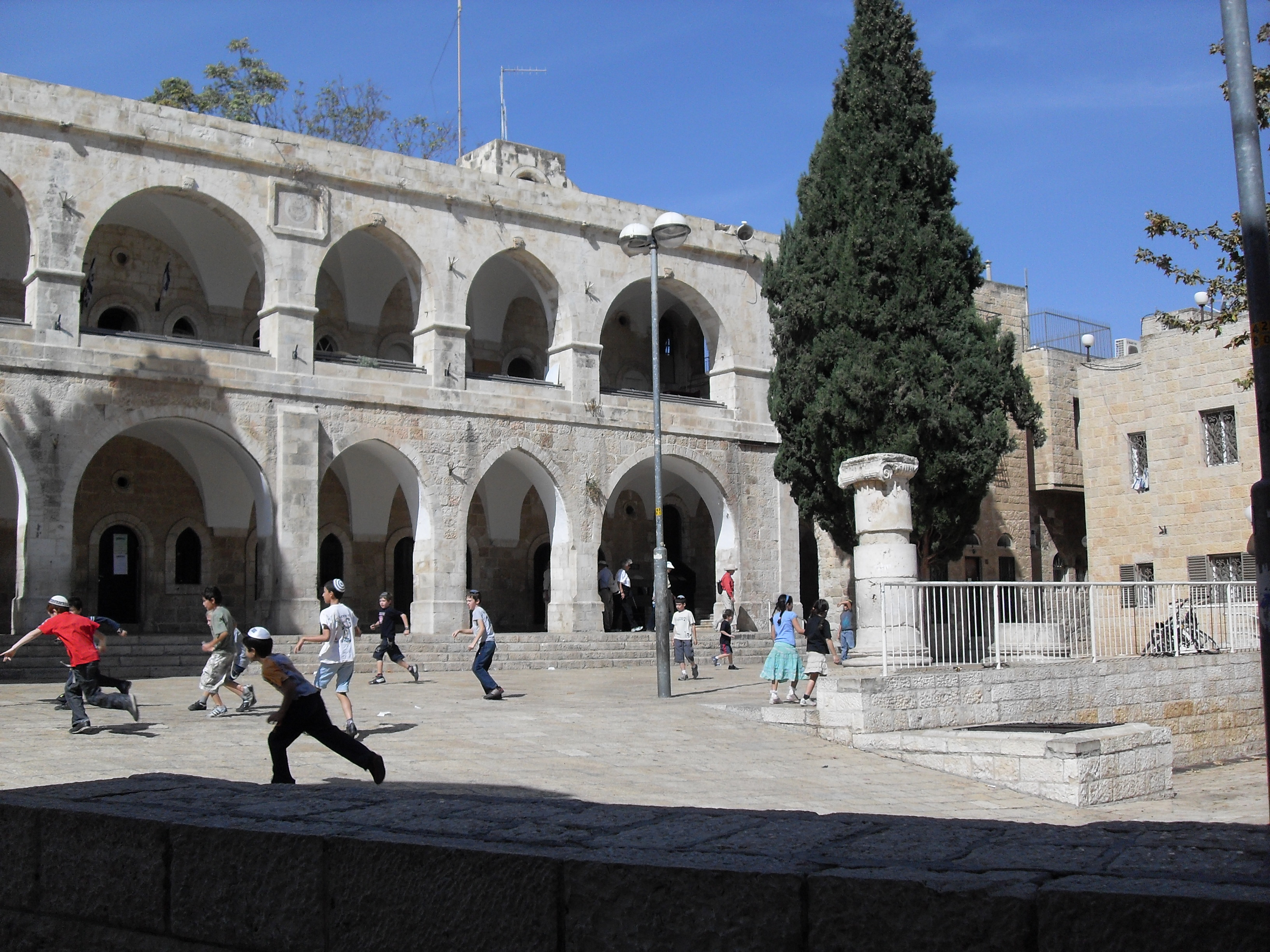
Haus Rothschild, das Hauptgebäude der Batei Machse, ist heute eine religiöse Schule; der Platz davor wird als Schulhof mehrerer angrenzender Schulen genutzt.

Dem Viertel fehlte aber von Anfang an eine säkulare Infrastruktur (Kindergärten, Schulen, soziale Einrichtungen), ein Nachteil in den Augen der Intellektuellen und Künstler, die in der ursprünglichen Planung neben Persönlichkeiten des öffentlichen Lebens als Bewohner des Viertels vorgesehen waren. Vermehrt ließen sich nationalreligiöse Israelis im Viertel nieder, und die zunehmende Präsenz von Jeschivot in der Nachbarschaft trug weiter dazu bei, dass säkulare Israelis wegzogen. Das Jüdische Viertel der Altstadt entwickelte sich zur ultra-orthodoxen Wohngegend, ein Trend, der auch in anderen historischen Jerusalemer Stadtteilen feststellbar ist. 1983 waren 40 % der Einwohner säkular und 60 % religiös, 2006 waren 5 % säkular, 25 % national-religiös und 70 % ultraorthodox.
| Jahr | Einwohnerzahl |
| ---- | ------------- |
| 1977 | 720           |
| 1981 | 1600          |
| 1988 | 2200          |
| 2011 | 3329          |
| 2012 | 3350          |
| 2013 | 2820          |
| 2014 | 2900          |
| 2015 | 2960          |
| 2016 | 3020          |
| 2017 | 3130          |

## Wahlen
Bei der Parlamentswahl in Israel 2013 waren im Jüdischen Viertel 1347 Personen wahlberechtigt, 66,6 % stimmten ab. Die Stimmenverteilung war folgende (nur Parteien über 2 %):
| Partei                     | Stimmenanteil (in %) | Vergleich Stimmenanteil landesweit (in %) |
| -------------------------- | -------------------- | ----------------------------------------- |
| Vereinigtes Thora-Judentum | 31,8                 | 5,16                                      |
| HaBajit haJehudi           | 30,3                 | 9,12                                      |
| Schas                      | 11,4                 | 8,75                                      |
| Likud – Israel Beitenu     | 9,3                  | 23,34                                     |
| Otzma leJisraʾel           | 9,2                  | 1,76                                      |

Bei der Parlamentswahl in Israel 2015 waren im Jüdischen Viertel 1255 Personen wahlberechtigt, 67,8 % stimmten ab. Die Stimmenverteilung war folgende (nur Parteien über 2 %):
| Partei                     | Stimmenanteil (in %) | Vergleich Stimmenanteil landesweit (in %) |
| -------------------------- | -------------------- | ----------------------------------------- |
| Vereinigtes Thora-Judentum | 31,1                 | 4,99                                      |
| HaBajit haJehudi           | 19,8                 | 9,12                                      |
| Likud – Israel Beitenu     | 17,6                 | 23,40                                     |
| Jachad – Otzma Jehudit     | 17,3                 | 2,97                                      |
| Schas                      | 8,0                  | 5,74                                      |
| Awoda                      | 2,1                  | 11,39                                     |

## Tourismus
Das Jüdische Viertel der Jerusalemer Altstadt gehört zu den touristischen Hauptattraktionen Israels. Das israelische Tourismusministerium nannte für 2014 folgende Zahlen: Israel war das Ziel von 3,3 Millionen Touristen, von denen 82 % Jerusalem besuchten. Hier war die Klagemauer das wichtigste Touristenziel (74 % aller Israeltouristen), gefolgt vom Jüdischen Viertel (68 %). Dieses zog 2014 mehr Touristen an als christliche Pilgerstätten wie die Grabeskirche (59 %), die Via Dolorosa (53 %) und der Ölberg (52 %).

## Sehenswürdigkeiten

### Historische Synagogen

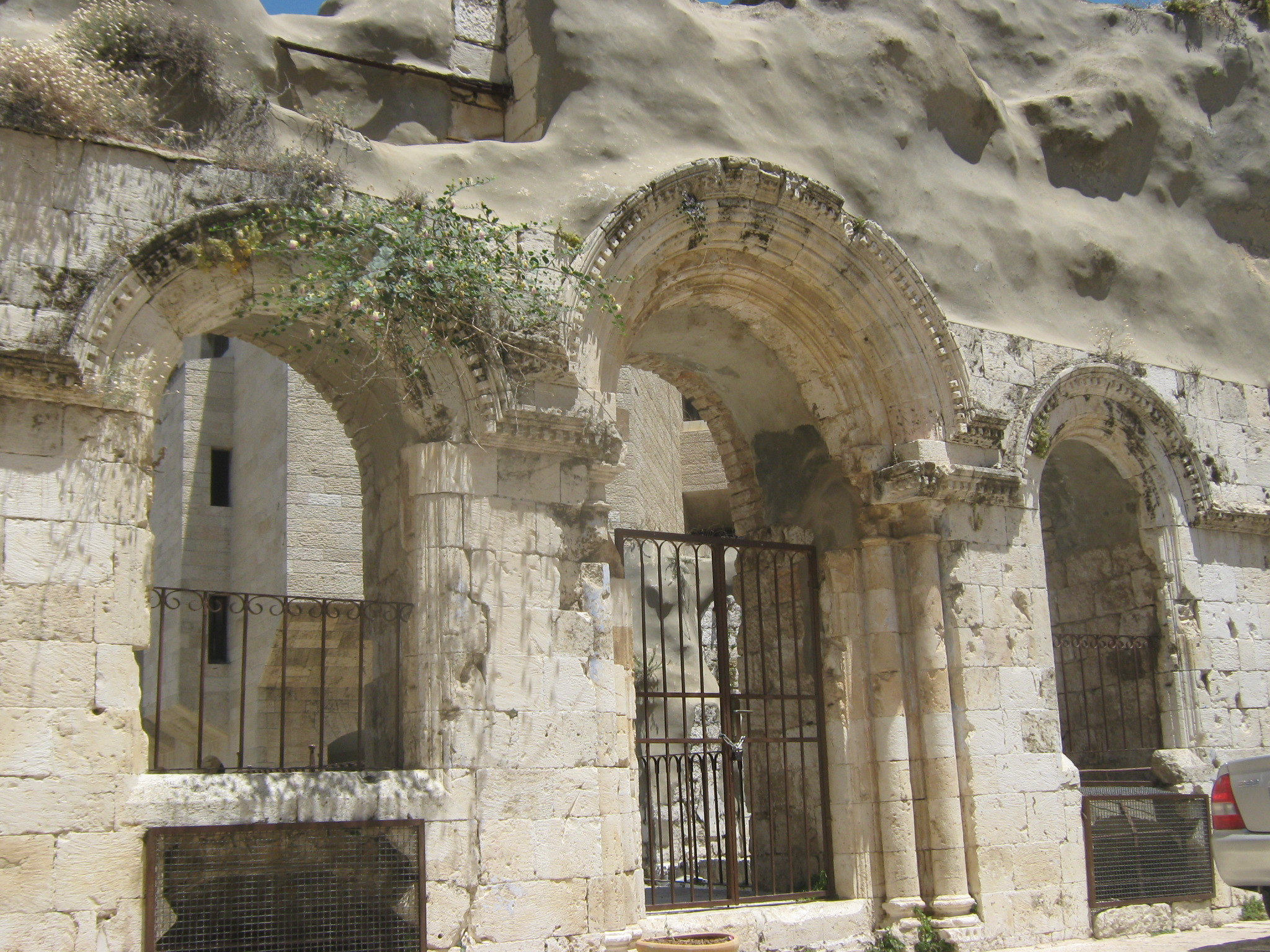
Ruine der Tiferet-Jisraʾel-Synagoge; der Wiederaufbau beginnt 2020

Die Vier sephardischen Synagogen hatten unter jordanischer Verwaltung relativ geringe Schäden an der Bausubstanz davongetragen, aber ihre gesamte Inneneinrichtung war zerstört. Nach der Restaurierung durch Dan Tanai fand 1973 die Wiedereinweihung der Gotteshäuser statt, ein Ereignis, das mit Sonderbriefmarken gewürdigt wurde. Die karäische Anan-ben-David-Synagoge, ein Bau der Mamelukenzeit, wurde nach schwerer Beschädigung im Palästinakrieg ebenfalls restauriert.
Die bereits 1587 profanierte Ramban-Synagoge wurde von israelischen Archäologen quasi wiederentdeckt in einem Gebäude mit mittelalterlicher Bausubstanz, das unter jordanischer Verwaltung eine kleine Molkerei gewesen war. Nach Plänen von Dan Tanai wurde das Gebäude nach 1967 restauriert und entwickelte sich in den Folgejahren zur zentralen Synagoge des Viertels, die von Gläubigen verschiedener liturgischer Traditionen für Gottesdienste genutzt wird. Direkt daneben befindet sich eine ehemalige, 1397 erbaute Moschee (Jami al-Kabir/Sidna Omar).
Die beiden aschkenasischen Synagogen des 19. Jahrhunderts mit ihren stadtbildprägenden Kuppeldächern waren im Palästinakrieg schwer beschädigt worden und wurden unter der nachfolgenden jordanischen Verwaltung gesprengt. Man ließ sie beim Wiederaufbau des Viertels als Ruinen und Mahnmale bestehen. Insbesondere die Ruine der Churva-Synagoge prägte mit ihrem markanten, 1977 restaurierten Bogen das Bild des Stadtteils. Die Churva-Synagoge wurde nach einem Knessetbeschluss von 2002 in historischer Form wieder aufgebaut und 2010 eingeweiht. 2014 beschloss die Knesset auch den Wiederaufbau der Tiferet-Jisraʾel-Synagoge. Es folgte eine archäologische Untersuchung des Geländes, die bis 2020 dauerte. Nach ihrer Fertigstellung in historischer Form wird die Tiferet-Jisraʾel-Synagoge das höchste Gebäude in der Jerusalemer Altstadt sein.
Die Elijahu-Synagoge, auch bekannt als Tzemach Tzedek ChaBaD, wurde 1858 von Lubawitscher Chassidim gegründet. Während des Ersten Weltkriegs wurde sie geschlossen, danach geplündert. Nach 1948 blieb das Gebäude unbeschädigt, da ein Palästinenser hier eine Weberei einrichtete. Nach 1967 kehrten die Chassidim zurück; 1971 wurden Synagoge und Kollel formell eingeweiht.

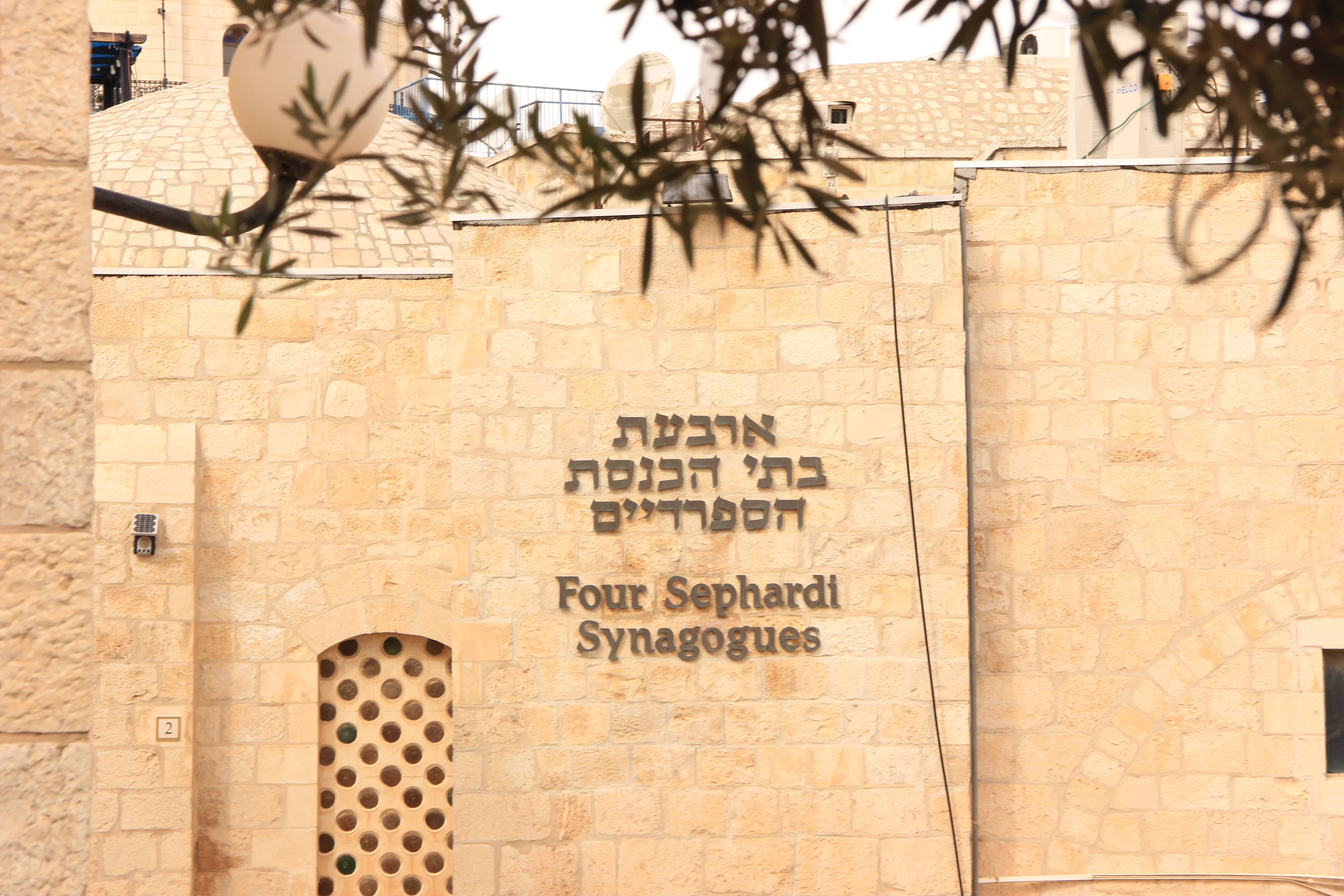
Vier sephardische Synagogen
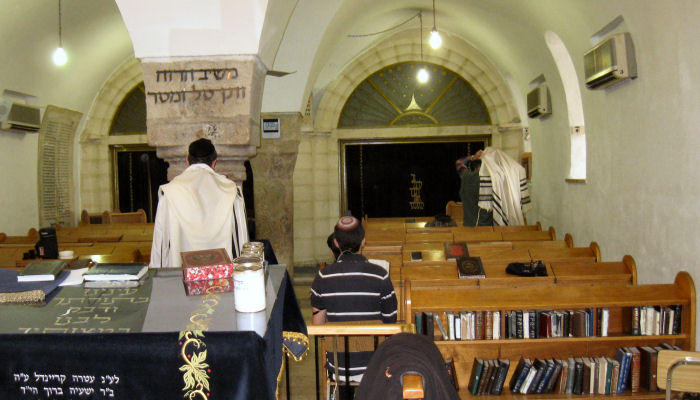
Ramban-Synagoge
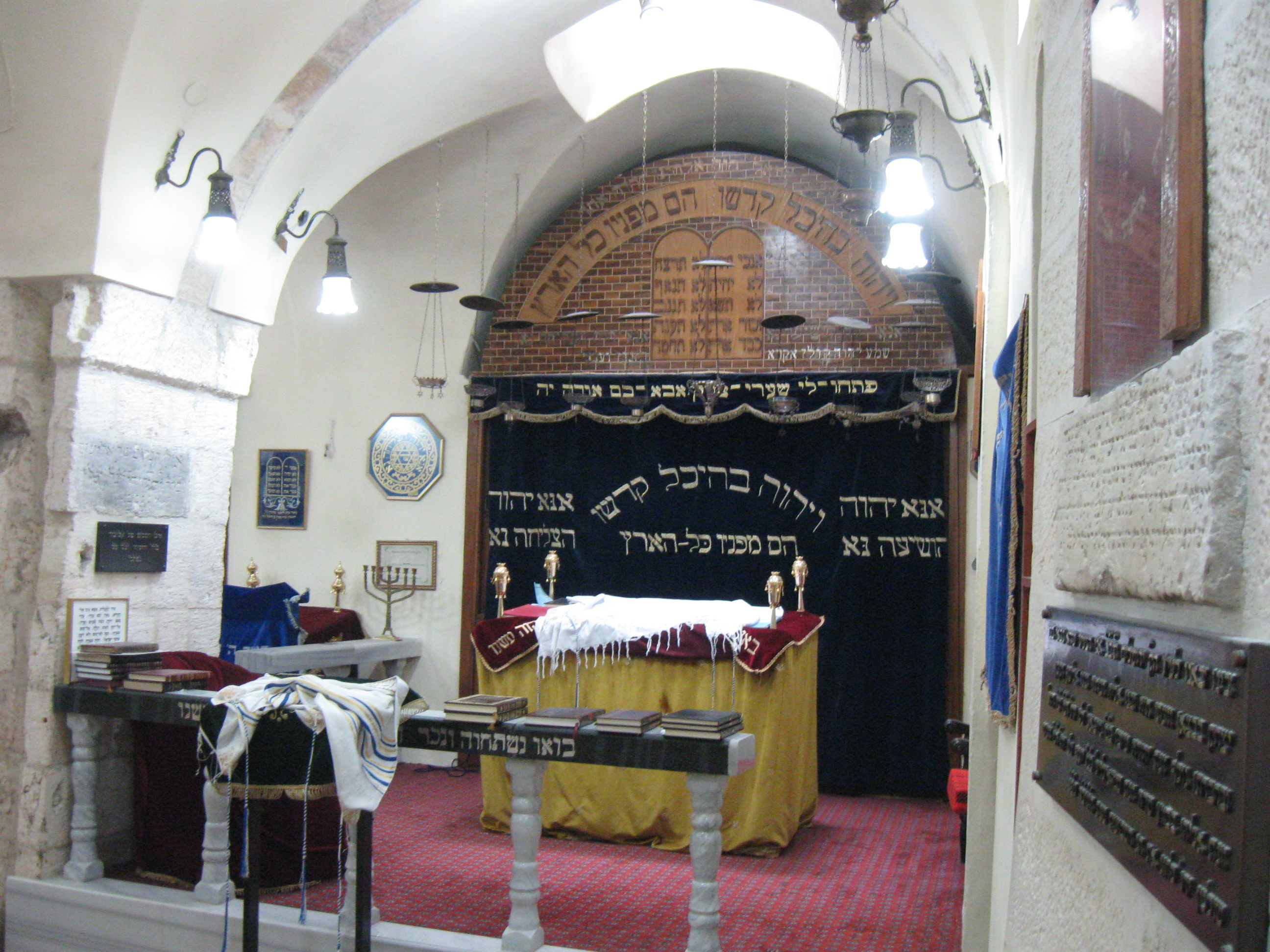
Karäische Synagoge
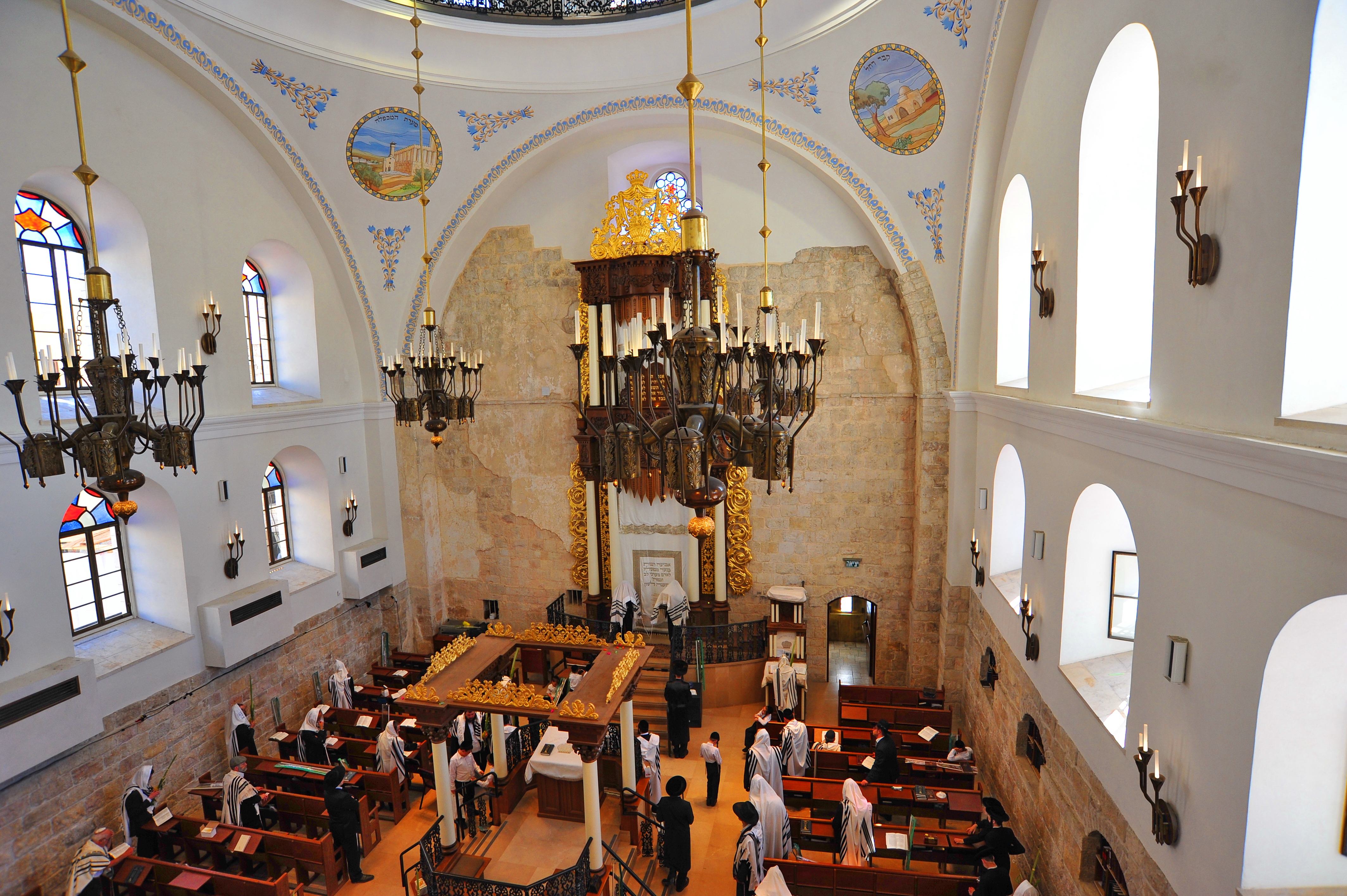
Churva-Synagoge
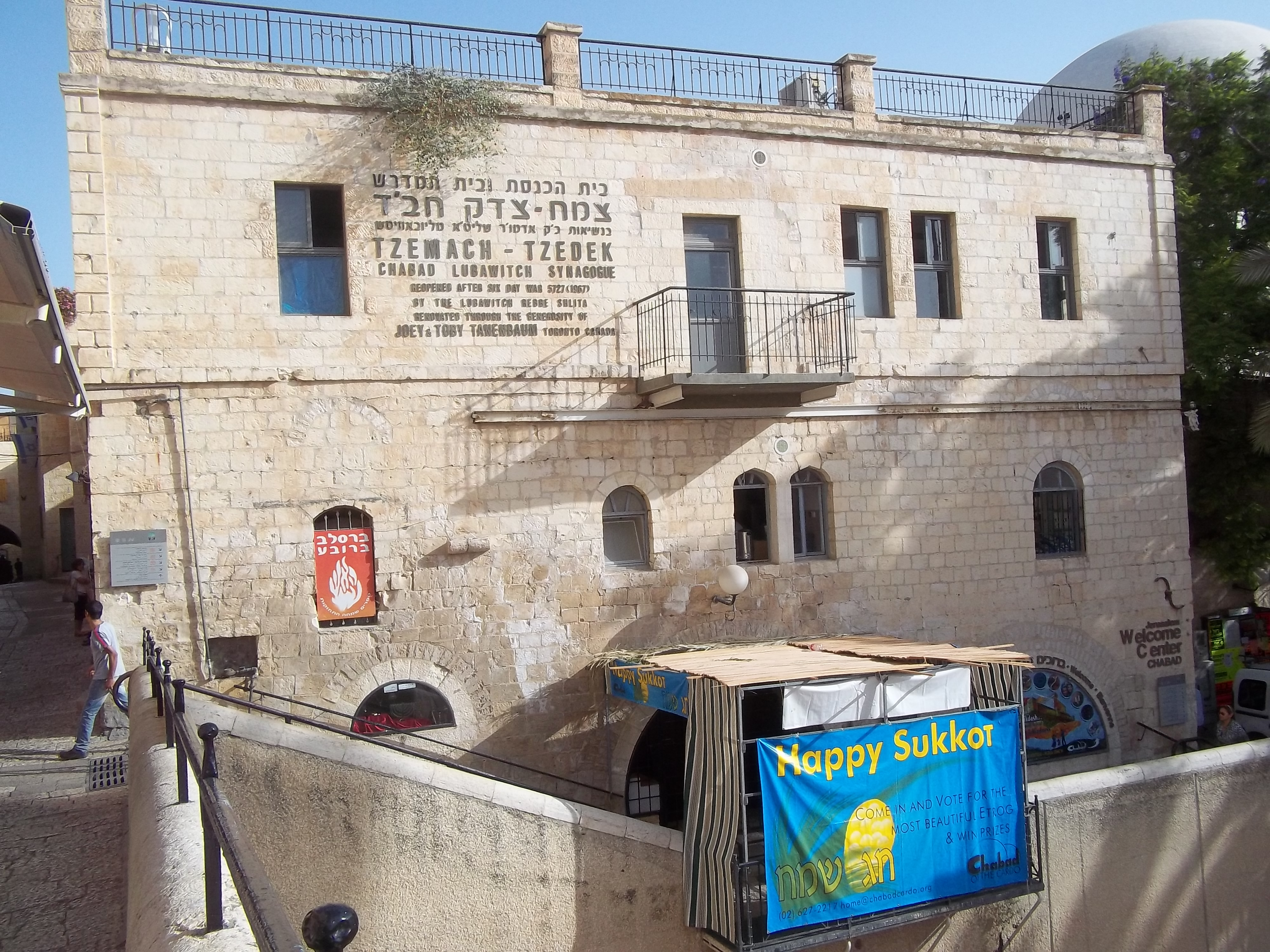
Tzemach Tzedek ChaBaD

### Archäologische Zonen und Museen
Dem Wiederaufbau ging die archäologische Erkundung des Viertels voraus. Auf dem Areal des Jüdischen Viertels hatte sich zur Zeit des Zweiten Tempels die Oberstadt Jerusalems befunden. 1969 begann die erste Grabung unter Leitung von Nahman Avigad (Hebräische Universität Jerusalem), und in drei Kampagnen wurden bis 1971 neun Areale, insgesamt etwa 20 % des Jüdischen Viertels, ausgegraben. Spektakuläre Funde der antiken jüdischen Stadt gab es in einem Areal, das bereits der Jeschivat haKotel (Wohl Torah Centre) zugesprochen war. So entstand als Kompromiss ein unterirdisches Museum der Grabungsbefunde und darüber, getragen durch Betonsäulen, der Neubau der Jeschiva. Die Archäologie hatte nach Ricca eine legitimierende Funktion für die Neubebauung des Jüdischen Viertels, denn sie ermöglichte es, weit in der Vergangenheit hinter einer vernachlässigten und arabisch wirkenden Bebauung an ein Jerusalem anzuknüpfen, das eindeutig jüdisch war. Sie wird daher auch im Stadtbild sichtbar gemacht, z. B. die von Avigad ergrabene Breite Mauer aus der Eisenzeit bzw. der Zeit des Südreichs Juda. Um ein 40 m langes, etwa 7 m breites Segment dieses für Israels Geschichte bedeutenden Bodendenkmals zu präsentieren, wurden bestehende Bebauungspläne überarbeitet. Die unterirdischen Museen Herodianisches Quartier und Haus der Familie Qathros bringen dem Besucher des Jüdischen Viertels die römische Eroberung Jerusalems im Jahr 70 n. Chr. nahe.
Im Ausgrabungsareal des Cardo dominiert die Prachtstraße des byzantinischen Jerusalem das Bild; es gibt aber auch Reste von Mauern und Toren der eisenzeitlichen und hellenistischen Stadt sowie eine Ladenstraße der Kreuzfahrerzeit.
Das archäologische Areal der Kreuzfahrerkirche St. Maria Alemannorum wurde nach Abschluss der Ausgrabungen als Gartenanlage gestaltet und 1975 der Öffentlichkeit übergeben.
In der Südwestecke des Jüdischen Viertels wurden die archäologischen Befunde in einer Parkanlage (hebräisch גן התקומה Gan haTekuma, „Garten der Wiedererrichtung“) präsentiert. Schon frühere Archäologen waren hier tätig gewesen, im Rahmen der Altstadtgrabungen wurden ihre Befunde wiederentdeckt. Im Wesentlichen handelt es sich um die byzantinische Nea-Kirche mit Nebengebäuden. Die gewaltige Zisterne wurde in ein Badehaus der Kreuzfahrerzeit einbezogen; außerdem gibt es Reste einer fatimidisch-kreuzfahrerzeitlichen Stadtmauer und eines ajjubidischen Torturms. Nach jahrelanger Vernachlässigung ist die Ruine der Nea-Kirche nicht mehr für die Öffentlichkeit zugänglich.
Im Zuge der demographischen Veränderungen hin zu einem ultra-orthodoxen Wohngebiet kam es auch zu Akzentverschiebungen bei der Präsentation der archäologischen Funde im Viertel: Die archäologische Zone der Kreuzfahrerkirche wurde der Aufsicht der Jeschiva Esch haTora übertragen, die eine Mesusa am Eingang anbrachte und die Hinweise darauf entfernte, dass es sich um eine ehemalige Kirche handelt. Im Bereich des Cardo wurde eine monumentale Replik der Menora des Herodianischen Tempels aufgestellt, die mit dem Cardo als Prachtstraße der byzantinischen und kreuzfahrerzeitlichen Stadt in keinem Zusammenhang steht.

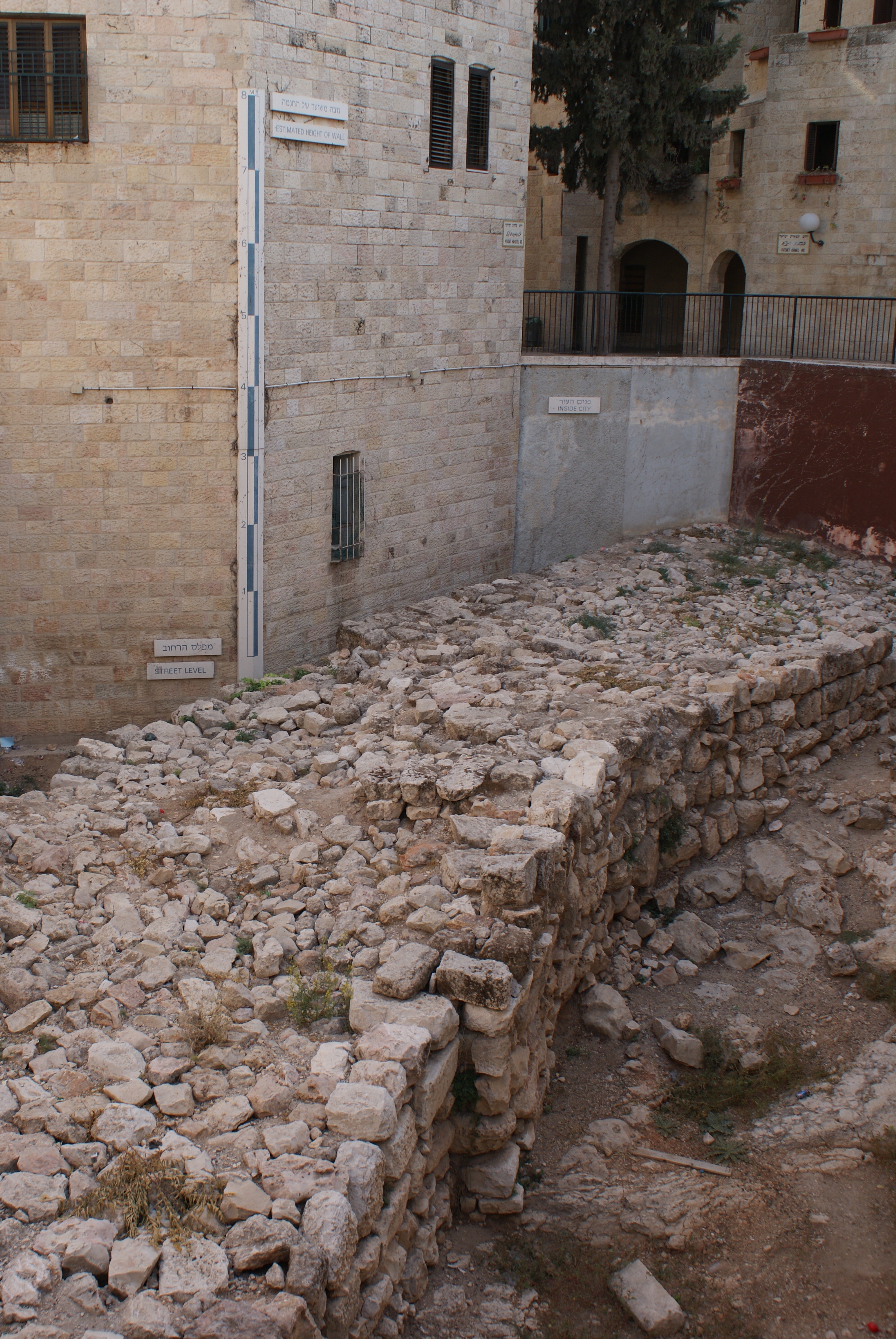
Eisenzeitliche „Breite Mauer“
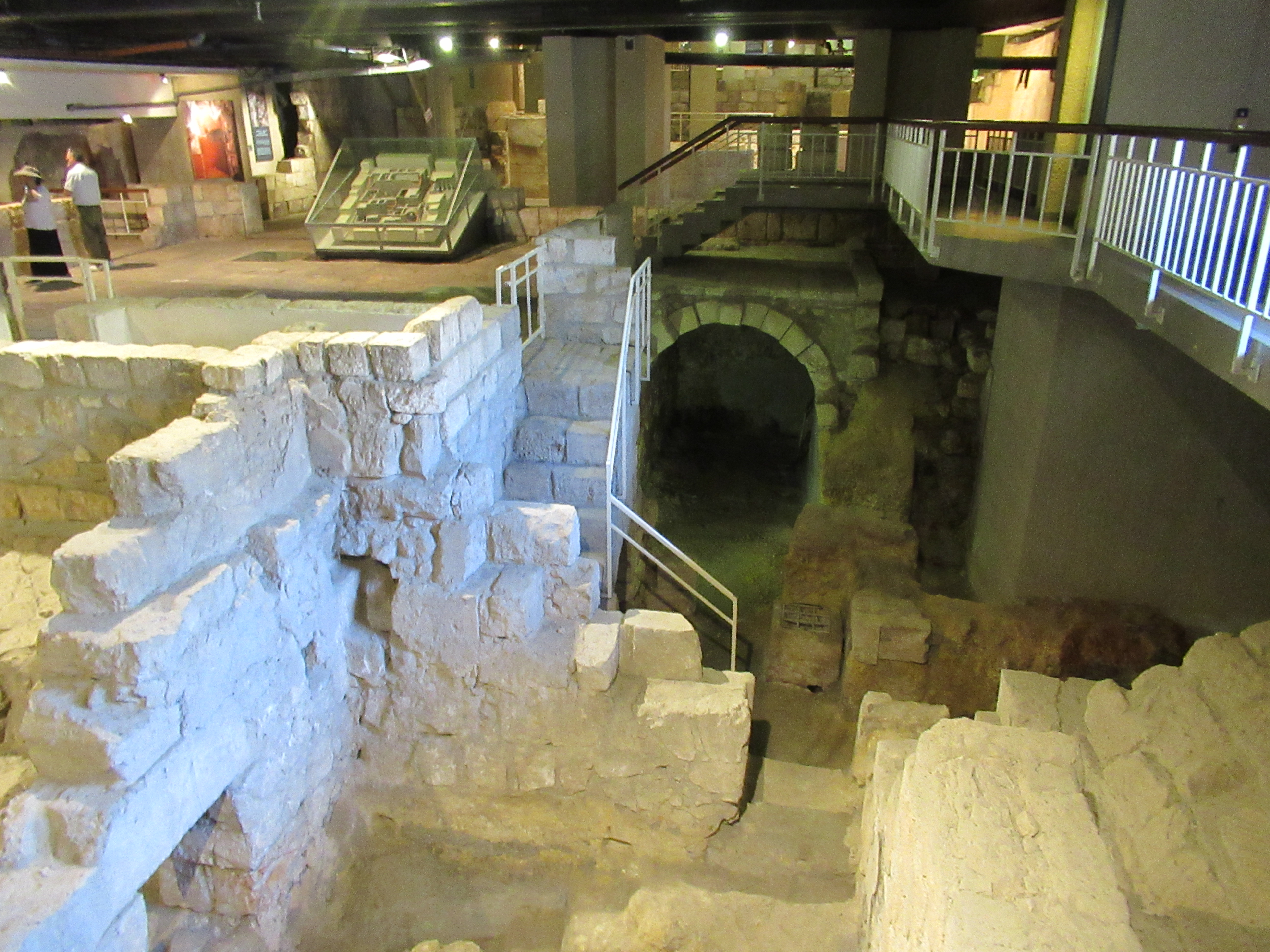
Herodianisches Quartier
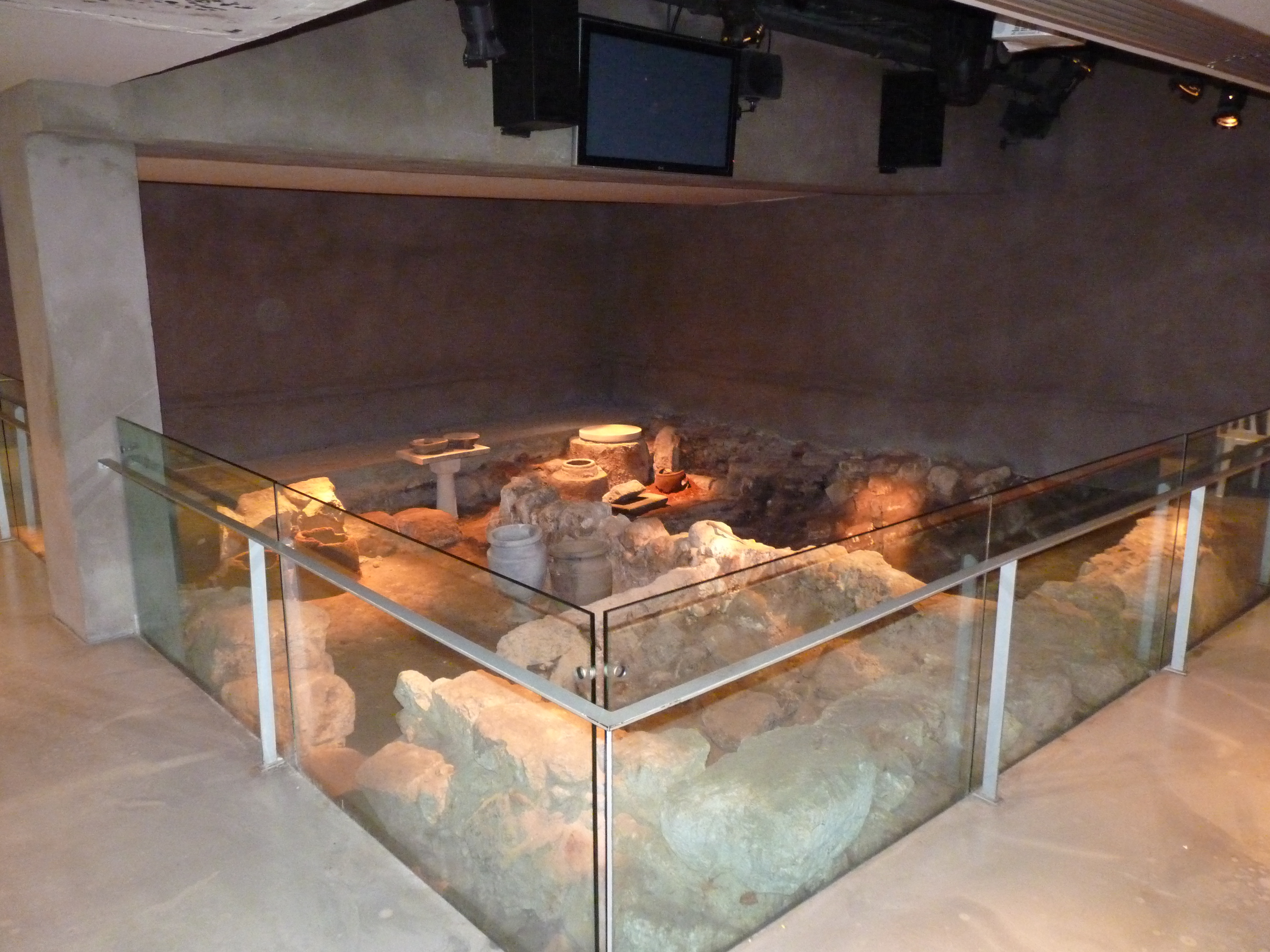
Haus der Familie Qathros
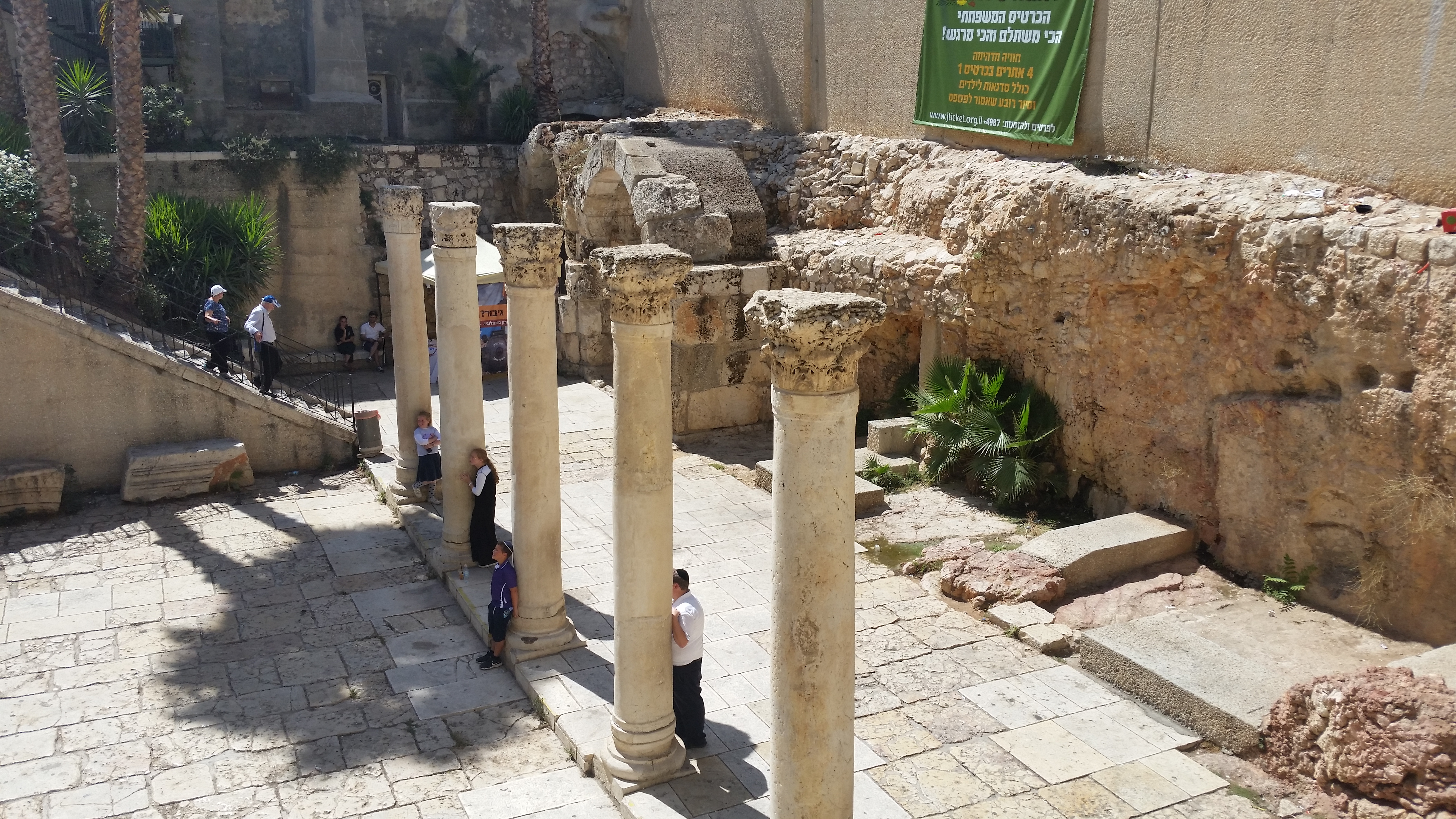
Cardo
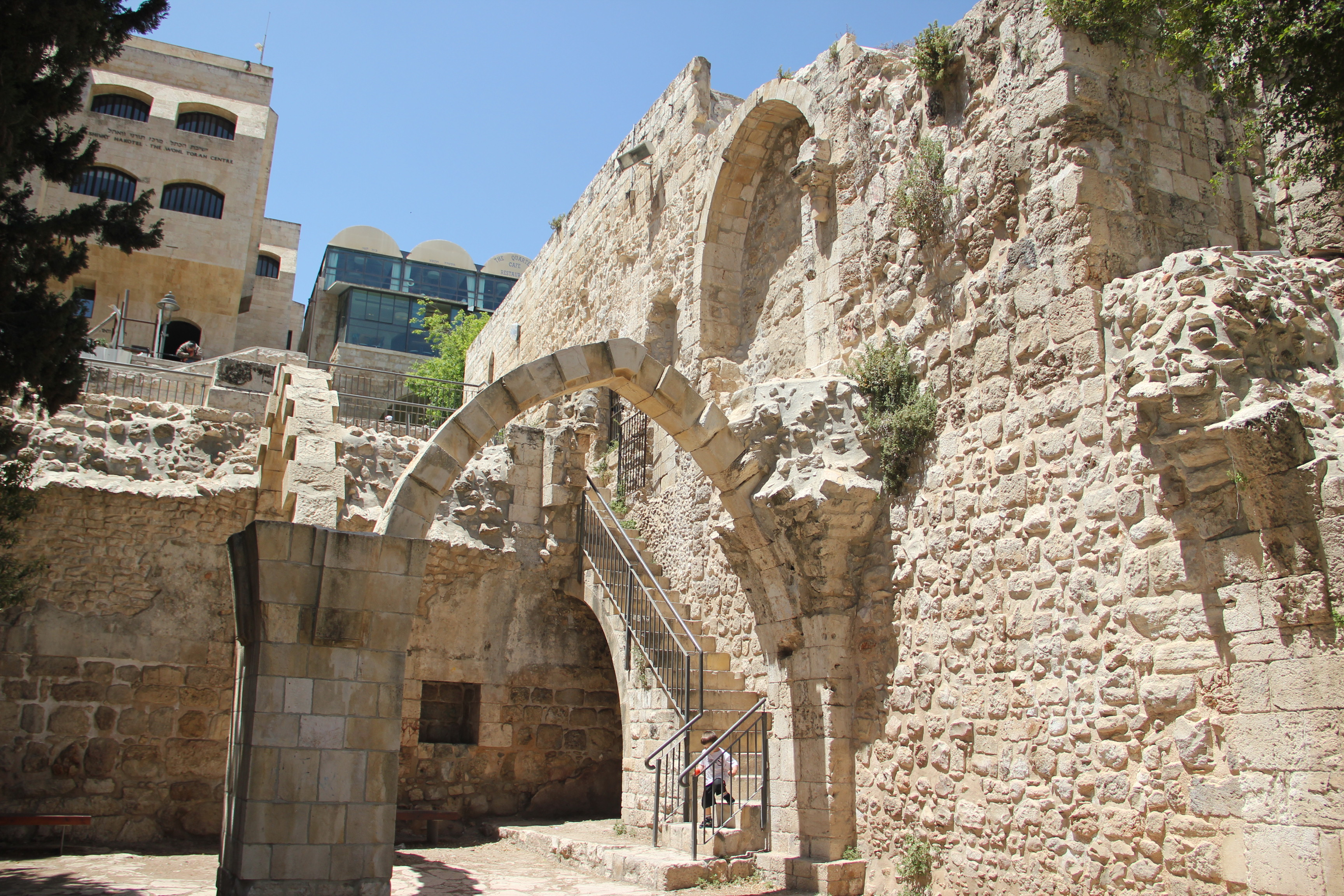
St. Maria Alemannorum

Außerhalb der südlichen Altstadtmauer liegt der Archäologische Park mit dem Davidson-Center, der in einem weiteren Sinne auch als Teil des Jüdischen Viertels betrachtet werden kann. Dieser Park wurde 1982 unter dem Namen Yitzhak Ben Youssef Levy Garden–The Ophel der Öffentlichkeit übergeben und 1999 in die größere Anlage Ophel Archaeological Park einbezogen.

### Weitere Museen und Gedenkstätten
- The Isaac Kaplan Old Yishuv Court Museum, Rechov Or Hachaim 6: Zeigt mit historischen Wohnungseinrichtungen und Alltagsgegenständen die Kontinuität jüdischen Lebens in der Altstadt von Jerusalem über 500 Jahre bis zur jordanischen Eroberung 1948.[103]
- Ariel - Center for Jerusalem in the First Temple Period, Rechov Bonei Hachoma 7: Kleines interaktives Museum, das ein Modell Jerusalems zur Zeit des Ersten Tempels zeigt (vor 587/86 v. Chr.) sowie auf diesen Zeitraum bezogene Exponate (Repliken). Es wird geleitet von Jad Ben Zvi, einer Bildungseinrichtung für Land-Israel-Studien unter Aufsicht des Erziehungsministeriums.[104][105]
- Tempel-Institut (The Mikdash Educational Center of Machon HaMikdash), Rechov Misgav Ladach 40: Besucherzentrum mit nachgebauten Kultgeräten und Priestergewändern des jüdischen Tempels; Studieneinrichtung (Kollel), die den Tempelkult erforscht; Akademie für jüdische Priester.[106]
- The Chain of Generations Center: Der Zugang erfolgt von der Western Wall Plaza, nur für Gruppen. Multimediale, erlebnisorientierte  Vermittlung von 3000 Jahren Geschichte des jüdischen Volkes und seiner Verbindung mit Jerusalem. Acht unterirdische Themenräume mit modernen Installationen; in einem Raum kann man durch den Glasfußboden archäologische Funde aus der Zeit des Ersten Tempels betrachten. Das Museum wird von der Western Wall Heritage Foundation geleitet.[107]
- Plugat HaKotel Museum (neu seit Mai 2018): Widmet sich einer Gruppe von 24 Betar-Aktivisten, die in der Britischen Mandatszeit ein Haus im Jüdischen Viertel bezogen, um Juden vor arabischen Übergriffen zu schützen und Maßnahmen der britischen Mandatsregierung zu unterlaufen, wie das Verbot, an der Westmauer den Schofar zu blasen.
- Jewish Quarter Defender’s Memorial: Fotoausstellung mit historischen Aufnahmen des Kampfs um Jerusalem während des Palästinakriegs. Die Gedenkstätte befindet sich am Ort eines Massengrabs für 37 Kämpfer und 30 Einwohner, die 1948 nahe dem Batei-Machse-Baukomplex beigesetzt, 1967 aber exhumiert und mit einer militärischen Zeremonie auf dem Jüdischen Friedhof am Ölberg bestattet wurden.

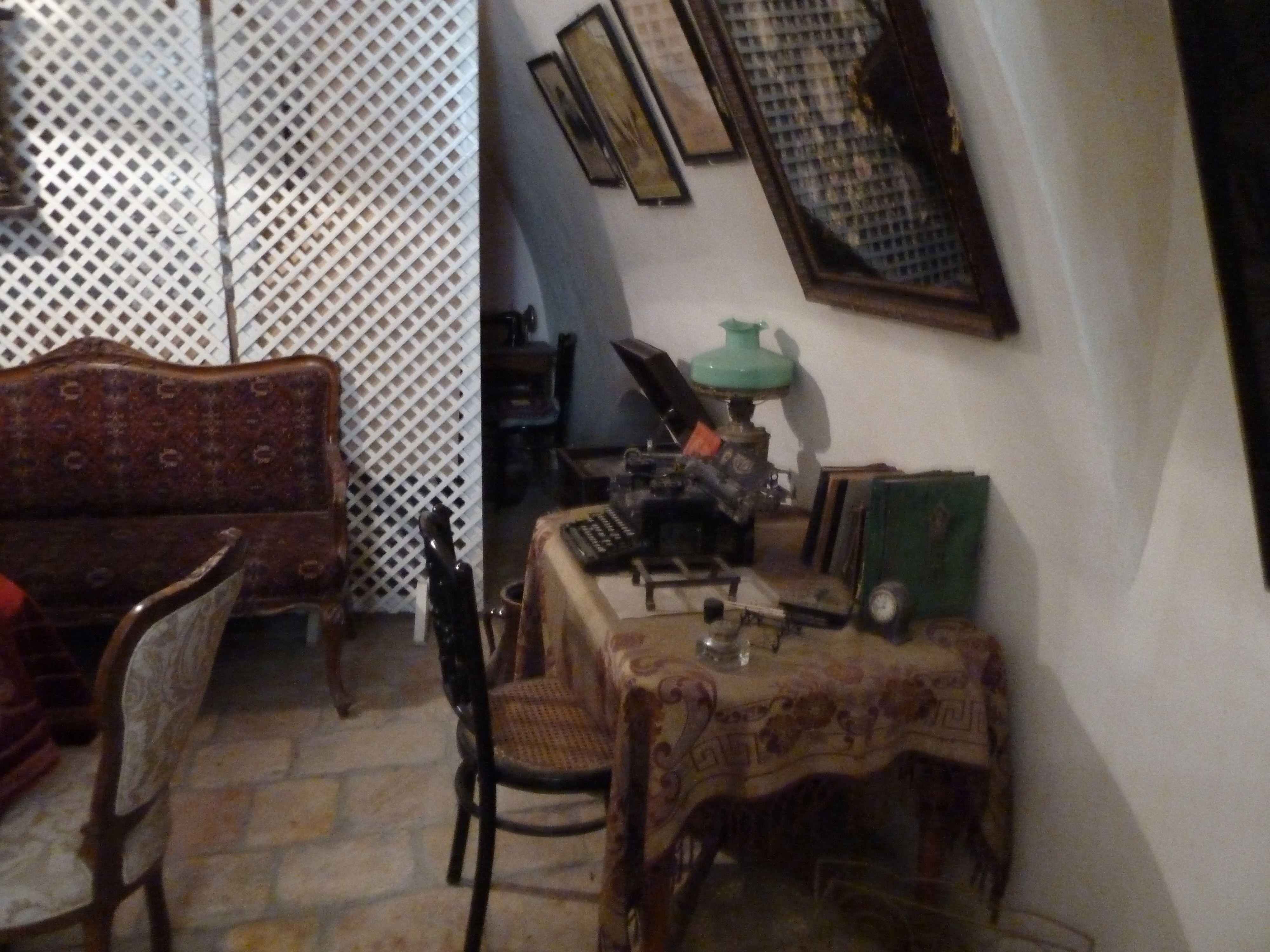
Old Yishuv Court Museum
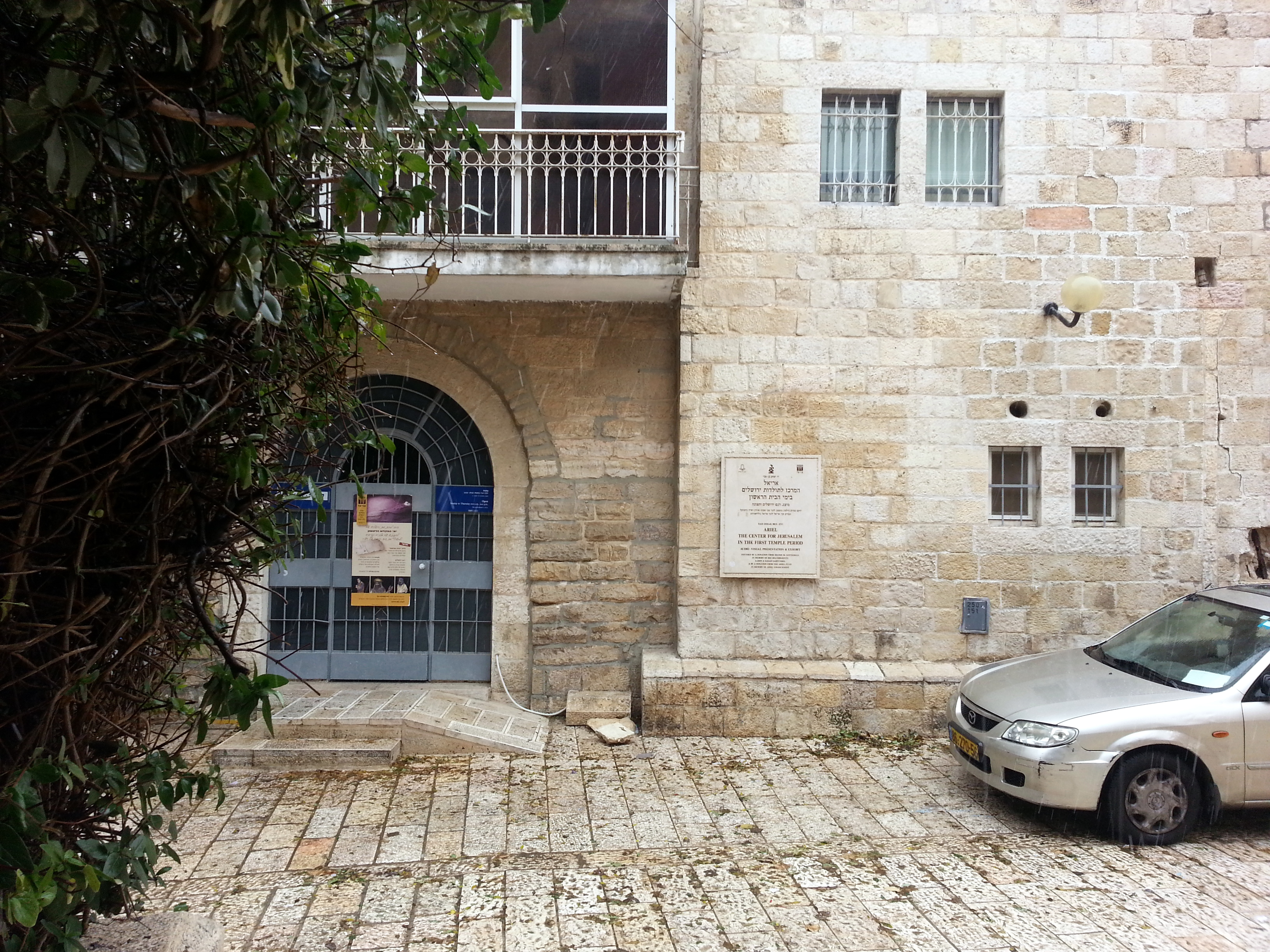
Ariel Center
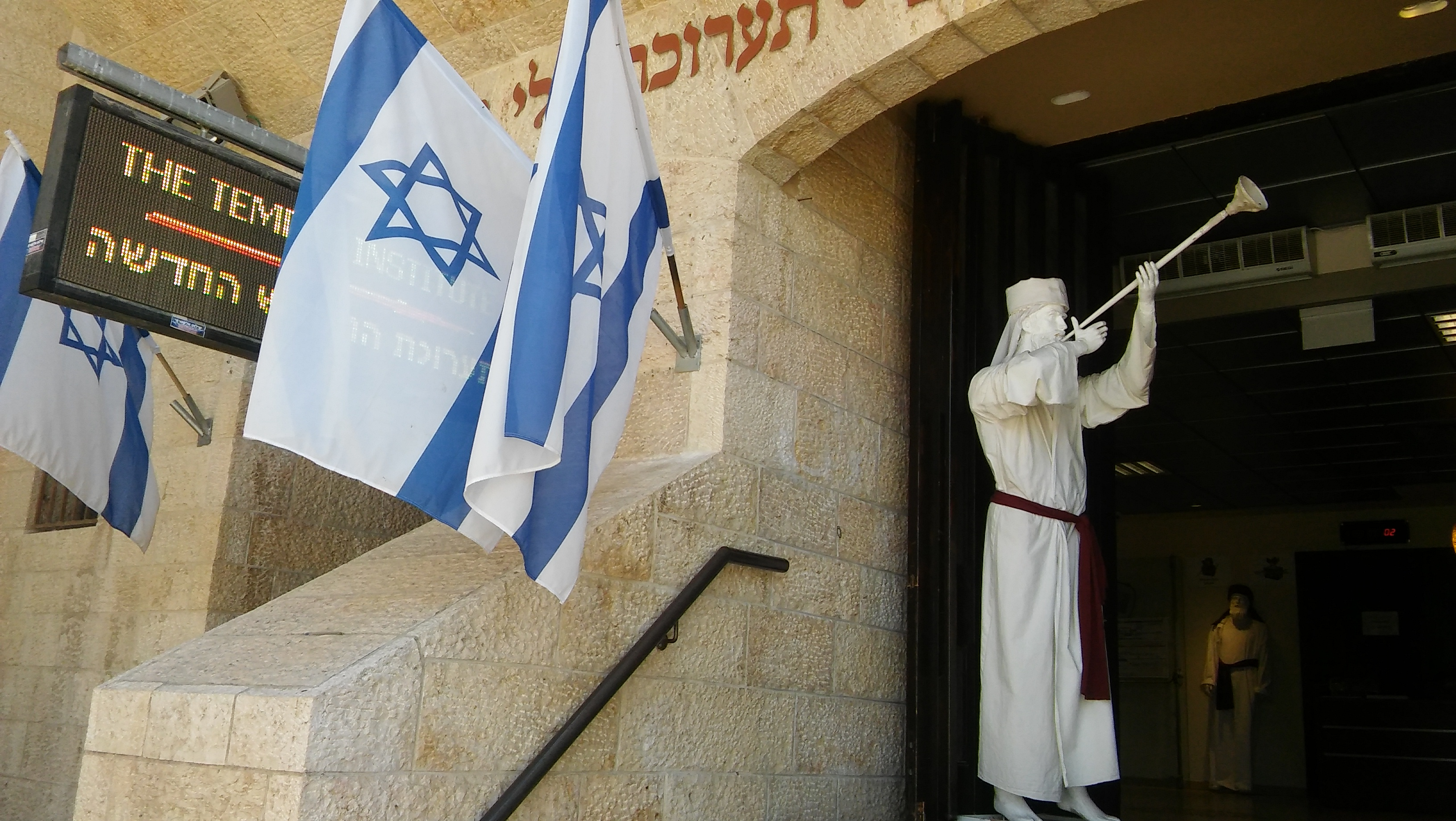
Tempel-Institut
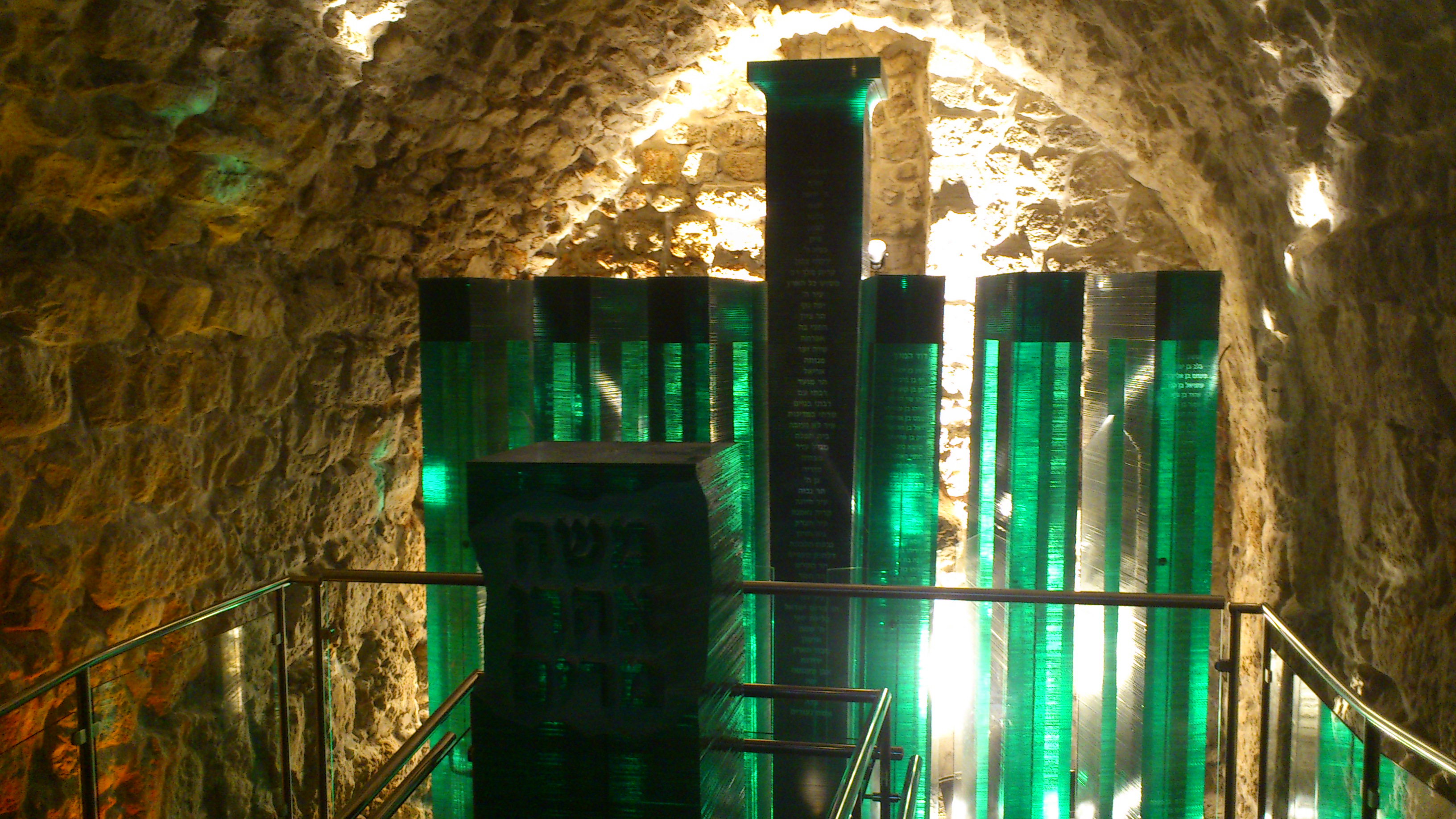
Chain of Generations Center
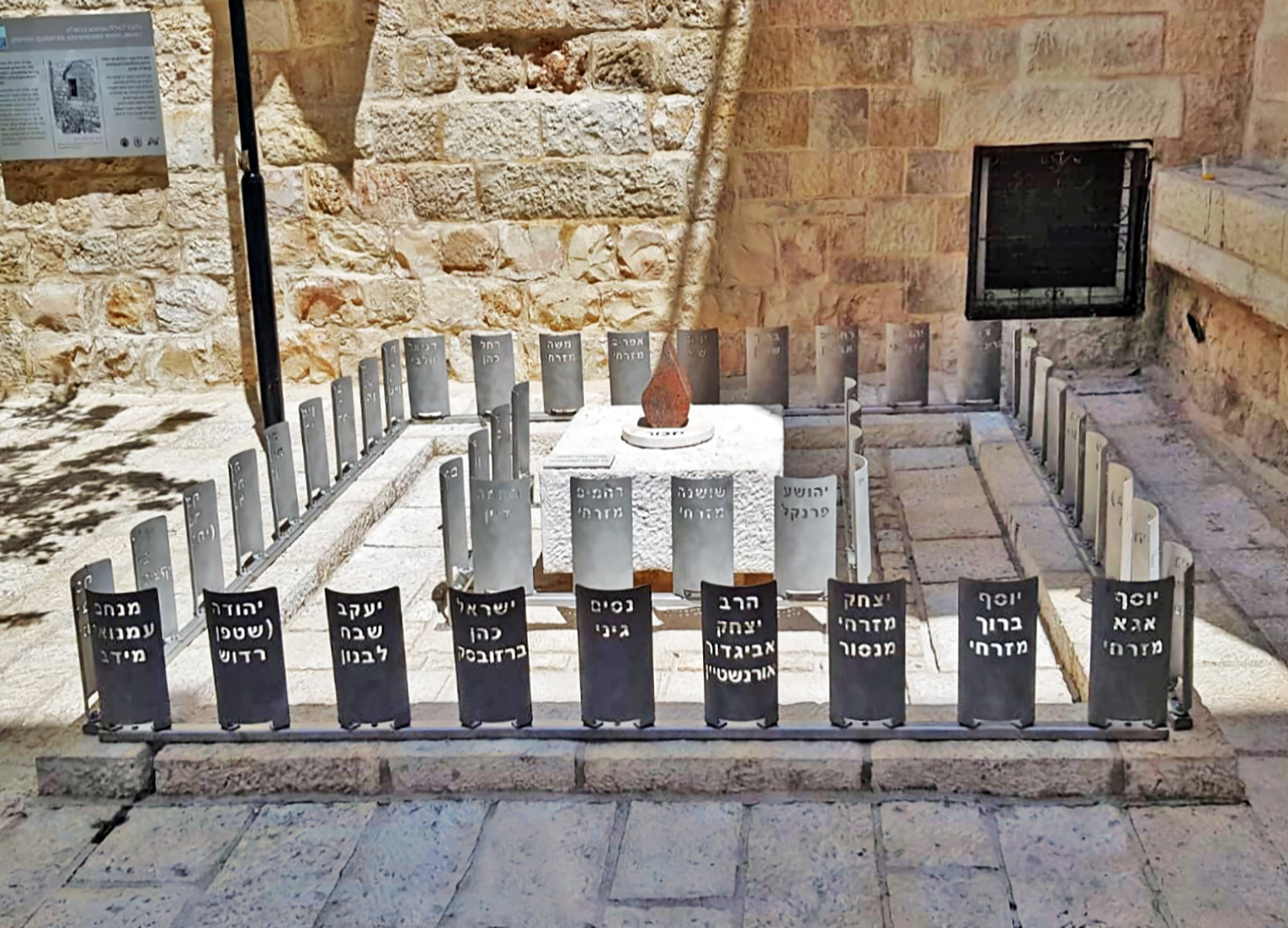
Gedenkstätte der 1948 gefallenen Verteidiger Jerusalems